# Juan Martín del Potro
Juan Martín del Potro, né le 23 septembre 1988 à Tandil, est un joueur de tennis argentin, professionnel de 2005 à 2022.
Il a remporté vingt-deux titres en simple sur le circuit ATP, dont l'US Open en 2009 et le Masters 1000 d'Indian Wells en 2018, et atteint treize autres finales. Il est le troisième joueur argentin à gagner un tournoi du Grand Chelem, après Guillermo Vilas et Gastón Gaudio. Il a atteint la quatrième place mondiale en 2010 puis la troisième en 2018. Il est membre de l'équipe d'Argentine de Coupe Davis, avec laquelle il a remporté le titre en 2016. Il a également remporté deux médailles olympiques : la médaille de bronze aux Jeux olympiques de Londres en 2012 face à Novak Djokovic, puis la médaille d'argent aux Jeux olympiques de Rio en 2016.
Contrairement à la plupart des joueurs argentins, sa surface de prédilection est le dur et non la terre battue. Parfois surnommé « la Tour de Tandil » voire « le Colosse de Tandil », il a souvent été freiné dans sa progression par des blessures et opérations au poignet. Il est néanmoins le seul joueur n'appartenant pas au Big Four à avoir remporté un tournoi du Grand Chelem durant une période de neuf ans entre janvier 2005 (victoire de Marat Safin à l'Open d'Australie) et janvier 2014 (victoire de Stanislas Wawrinka au même tournoi). Il est également le seul joueur avec Rafael Nadal à avoir battu Roger Federer en finale d'un tournoi du Grand Chelem lorsque celui-ci était no 1 mondial, et le seul joueur avec Novak Djokovic à avoir battu Roger Federer et Rafael Nadal lors d'un même tournoi du Grand Chelem, à l'US Open 2009.

## Biographie
Juan Martín del Potro est né dans la ville de Tandil, tout comme d'autres joueurs de tennis argentins tels que Mariano Zabaleta, Juan Mónaco et Máximo González. Son père Daniel, un vétérinaire, a pratiqué le rugby à un niveau semi-professionnel, tandis que sa mère Patricia est enseignante. Il compte aussi une sœur cadette, Julieta. À l'âge de sept ans, le jeune Juan Martín commence à jouer au tennis avec l'entraîneur Marcelo Gómez.
Hormis l'espagnol, del Potro parle un peu l'italien et l'anglais. Quand il était enfant, il idolâtrait Pete Sampras et se dit aussi admirateur de Marat Safin. Comme beaucoup d'Argentins, il se passionne pour le football. Ses équipes préférées sont Boca Juniors en Argentine et la Juventus en Italie. D'ailleurs, il est ami avec le footballeur italo-argentin Mauro Camoranesi, un ancien joueur de la Juventus, natif comme lui de Tandil.

### Vie personnelle
De 2010 à décembre 2012, Del Potro était en couple avec le mannequin argentin Stephanie Demner. Depuis fin 2013, il fréquente Julia Rohden, mannequin.

## Carrière

### 2006: Révélation

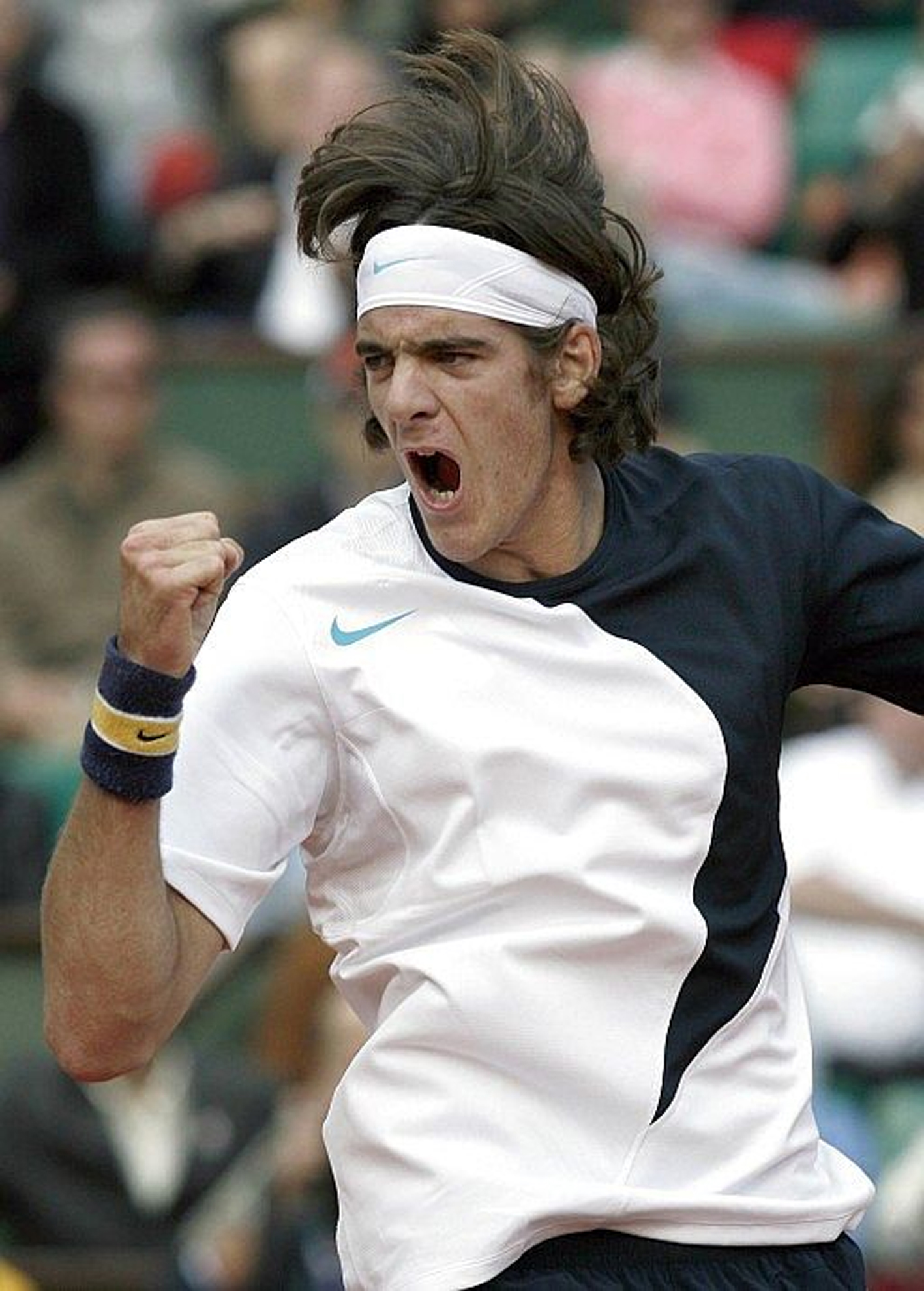
Juan Martín del Potro

Juan Martín del Potro remporte des victoires aux challengers de Ségovie en battant Fernando Verdasco, Dick Norman, Benjamin Becker et de Aguascalientes (en simple et en double). Sur le circuit professionnel, il atteint les quarts de finale aux tournois de Bâle et Umag. Il parvient également en huitième de finale à Tokyo et Stuttgart. L'Argentin est le plus jeune joueur dans le top 100 ATP fin 2006.

### 2007: L'éclosion
L'Argentin commence la saison au tournoi d'Adélaïde où il se hisse en demi-finale. À l'Open d'Australie, il s'incline après abandon au deuxième tour contre le futur finaliste Fernando González. Il fait ensuite sa première apparition en Coupe Davis où il remporte le point décisif face à Jürgen Melzer (Autriche). À Memphis, il réussit à battre facilement Feliciano López 6-1, 6-2.
Désormais, il marque sa première apparition à un Masters series à Indian Wells où il bat au premier tour le revenant Gustavo Kuerten, triple vainqueur de Roland-Garros, avant de chuter face au numéro 1 français Richard Gasquet en 2 sets 7-6, 6-2. À Miami, il confirme son talent en battant Jonas Björkman, Márcos Baghdatís et l'homme en forme du moment Mikhail Youzhny, avant d'être assez sèchement battu (6-0, 6-4) en huitième de finale par Rafael Nadal. Il affronte encore une fois ce dernier au premier tour de Roland-Garros et perd au terme d'un match dans lequel il a enflammé le public grâce à des points particulièrement spectaculaires.
Il gagne en double le tournoi d'Indianapolis en juillet.

### 2008: Confirmation de son grand talent

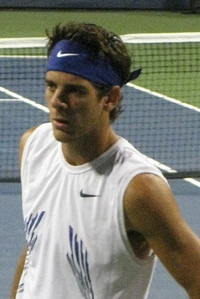
Juan Martín del Potro au tournoi de Washington en 2008.

Longtemps mis en difficulté par un physique fragile, Juan Martín del Potro semble être en train d'éclore au plus haut niveau. Il gagne en effet en 2008 quatre tournois consécutifs.
En mai au Masters de Rome, alors qualifié il affronte au premier tour Andy Murray, leur première confrontation qui va mal se passer, en plus de la défaite (7-5, 4-6, 0-1 ab.) sur abandon blessé au dos pendant le match. En effet à la suite de la rencontre, l’Écossais a accusé le Sud-Américain d'avoir insulté sa mère à la suite d'un échange.
À partir de juillet, il remporte tout d'abord le tournoi de Stuttgart en éliminant en finale Richard Gasquet (6-4, 7-5) et ensuite l'Open de Kitzbühel en battant en finale Jürgen Melzer sur le score sans appel de (6-2, 6-1). Il enchaîne avec un titre au tournoi de Los Angeles en battant sur son parcours Mardy Fish (6-4, 6-4) puis en finale Andy Roddick en deux sets seulement (6-1, 7-62). Il remporte son 4e tournoi consécutif au Classic de Washington en dominant aisément sur son passage John Isner (6-4, 6-4), Tommy Haas (6-2, 6-1) et en finale Viktor Troicki (6-3, 6-3). Après ces 4 tournois, Juan Martín del Potro totalise 19 victoires consécutives. Seul Rafael Nadal a fait mieux cette saison (32 victoires).
Tête de série no 17 à l'US Open, il est considéré comme l'un des outsiders de ce tournoi. Il rencontrera dès le premier tour son compatriote Argentin Guillermo Cañas, puis au troisième tour une autre révélation de l'été Gilles Simon (no 16), qu'il bat en 5 sets et 3 h 45 sur le score de 6-4, 64-7, 6-1, 3-6, 6-3. Il est cependant éliminé en quart de finale au terme d'un match très serré (62-7, 61-7, 6-4, 5-7) en 3 h 57 par Andy Murray arrivé à maturation depuis son quart de finale à Wimbledon. Sa série de 23 victoires consécutives toutes surfaces confondues s'arrête là, il s'effondre en larmes en conférence de presse.

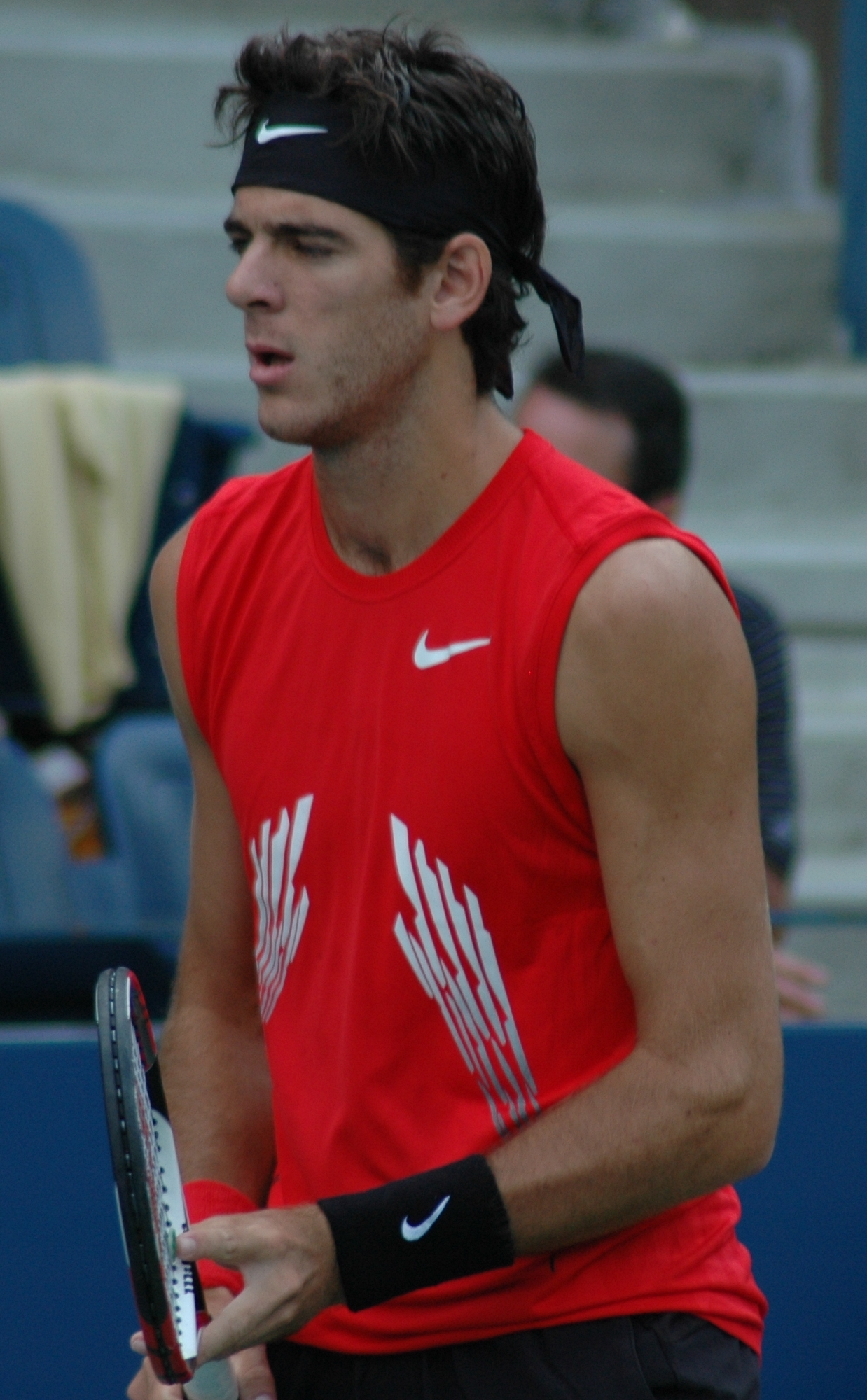
Juan Martín del Potro à l'US Open en 2008.

del Potro est sélectionné pour la demi-finale de Coupe Davis. Il remporte les deux simples face aux deux meilleurs Russes du moment : Nikolay Davydenko et Igor Andreev en trois manches.
Il joue sa cinquième finale de la saison à l'Open de Tokyo, où il bat notamment David Ferrer en quart de finale (6-1, 7-5) et Richard Gasquet en demi-finale en trois manches accrochées (6-3, 4-6, 7-5). Il s'incline contre Tomáš Berdych facilement en finale (1-6, 4-6), diminué par un ongle d'orteil cassé. Cette blessure le contraint à déclarer forfait au second tour de l'Open de Vienne. La finale lors de l'Open de Tokyo lui laisse entrevoir la possibilité de participer à la Masters Cup.
Malgré cette blessure, il dispute le Masters de Madrid, où il élimine son compatriote David Nalbandian le tenant du titre en huitième (6-4, 6-2) avant de s'incliner contre le no 2 mondial Roger Federer sur le score de 3-6, 3-6. del Potro dispute l'Open de Bâle, lors duquel il est battu par Nalbandian en demi-finale (4-6, 4-6), ce qui lui permet d'être no 7 au classement de la Race et donc d'être virtuellement qualifié pour la Masters Cup de Shanghai. Il est battu en huitièmes de finale de l'Open de Paris-Bercy à nouveau par Nalbandian (4-6, 0-6), mais cette performance lui suffit pour valider son billet pour Shanghai, finissant 8e à la Race, dépassé par Jo-Wilfried Tsonga vainqueur à Paris. Le tirage au sort le place dans le groupe Or avec Novak Djokovic, Nikolay Davydenko et Jo-Wilfried Tsonga. Il s'incline tout d'abord contre le no 3 mondial Novak Djokovic (5-7, 3-6) puis se rattrape en battant Tsonga (7-64, 7-65). Sa défaite lors du troisième match face au Russe Davydenko (3-6, 2-6) l'élimine du tournoi.
Il participe à la finale de Coupe Davis 2008 face à l'Espagne et perd son premier simple contre Feliciano López (6-4, 62-7, 64-7, 3-6). Il sera remplacé par José Acasuso pour disputer son simple face à Fernando Verdasco et l'Argentine s'inclinera 3-1 face à l'Espagne.

### 2009: La consécration internationale, victoire à l'US Open et finale aux Masters de Londres

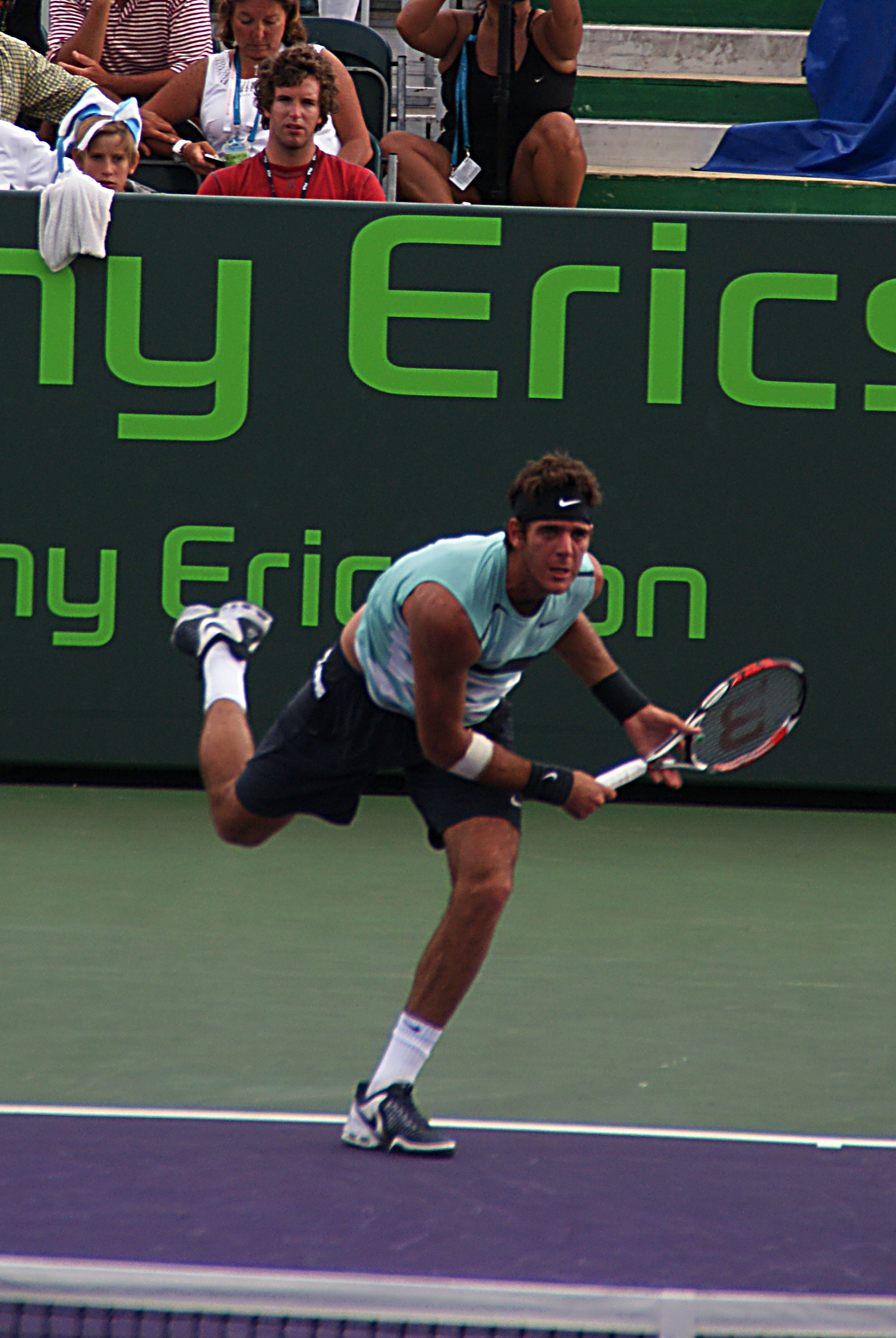
Juan Martín del Potro au Masters de Miami en 2009.

Juan Martín del Potro commence sa saison en gagnant l'Open d'Auckland, où il était tête de série no 1, grâce à des victoires sur Ernests Gulbis, Viktor Troicki, Robin Söderling (6-4, 6-3) en demi et Sam Querrey (6-4, 6-4) en finale. Il participe ensuite à l'Open d'Australie, où il bat facilement les Allemands Mischa Zverev et Florian Mayer en trois sets. Puis Gilles Müller (65-7, 7-5, 6-3, 7-5) et Marin Čilić (5-7, 6-4, 6-4, 6-2) en perdant le premier set à chaque fois. Avant de s'incliner sèchement en quart de finale face à Roger Federer no 2 mondial, (3-6, 0-6, 0-6).
Sur la tournée américaine, au Masters 1000 d'Indian Wells en mars, del Potro parvient à atteindre les quarts de finale en battant John Isner en deux tie-break, où il perd contre Rafael Nadal (2-6, 4-6). Il prend néanmoins sa revanche la semaine suivante au Masters de Miami en éliminant Nadal alors no 1 mondial, en quart de finale au terme d'un match haletant, où il réussit à revenir d'un double break au troisième set pour finalement l'emporter au tie-break (6-4, 3-6, 7-63). C'est la première fois que l'Argentin bat Nadal et qu'il atteint une demi-finale d'un Masters 1000. del Potro s'incline ensuite en demi-finale face au 4e mondial, Andy Murray (1-6, 7-5, 2-6) le futur vainqueur. Ces bonnes performances à Indian Wells et à Miami lui permettent d'atteindre la 5e place mondiale au classement ATP.
En avril, del Potro commence la saison de terre battue en se faisant sortir dès le premier tour par Ljubicic au Master 1000 de Monte-Carlo (6-4, 1-6, 4-6). Au Masters de Rome, l'Argentin atteint les quarts de finale en battant difficilement Viktor Troicki (6-3, 1-6, 6-3) puis le 12e mondial, Stanislas Wawrinka (6-2, 65-7, 6-3). Mais s'incline face à Novak Djokovic (3-6, 4-6), futur finaliste. Pour le Master 1000 de Madrid, del Potro réussit à atteindre la demi-finale en sortant pour la première fois Andy Murray (7-64, 6-3). Après avoir battu Tomáš Berdych sur abandon et à nouveau Wawrinka en trois manches (4-6, 6-4, 6-4), mais échoue face à Federer (3-6, 4-6), futur vainqueur du tournoi.

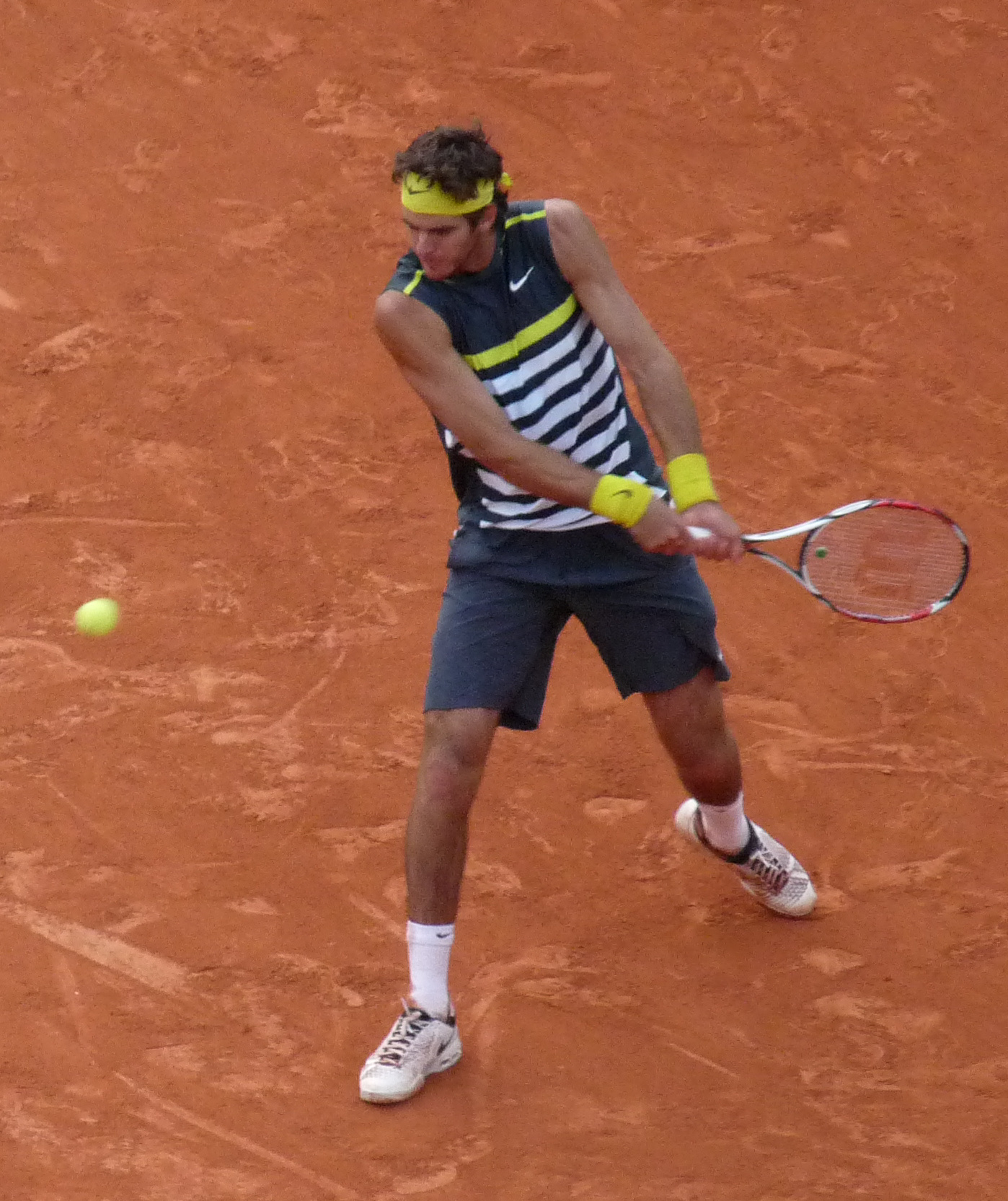
Juan Martín del Potro à Roland-Garros en 2009.

À Roland-Garros, pour sa quatrième participation, il élimine successivement Michaël Llodra, Viktor Troicki, et Igor Andreev, à chaque fois en trois sets. En huitième de finale, il domine la tête de série no 9 Jo-Wilfried Tsonga en quatre manches (6-1, 65-7, 6-1, 6-4) et se qualifie pour un troisième quart de finale d'affilée en Grand Chelem. Il surclasse ensuite la tête de série no 16 Tommy Robredo en trois manches (6-3, 6-4, 6-2) avant d'affronter en demi-finale le no 2 mondial, Roger Federer. Dans un match dantesque, après avoir mené deux manches à une, il se fait breaker pour la première fois dans la quatrième manche, et s'incline finalement en cinq sets (6-3, 62-7, 6-2, 1-6, 4-6 en 3 h 29).
Au tournoi de Wimbledon, l'Argentin, tête de série no 5, s'impose facilement face au Français Arnaud Clément au premier tour (6-3, 6-1, 6-2). Cependant, au deuxième tour, il s'incline en trois sets face au vainqueur de l'édition 2002 du tournoi, l'Australien Lleyton Hewitt (3-6, 5-7, 5-7), et quitte prématurément la compétition.

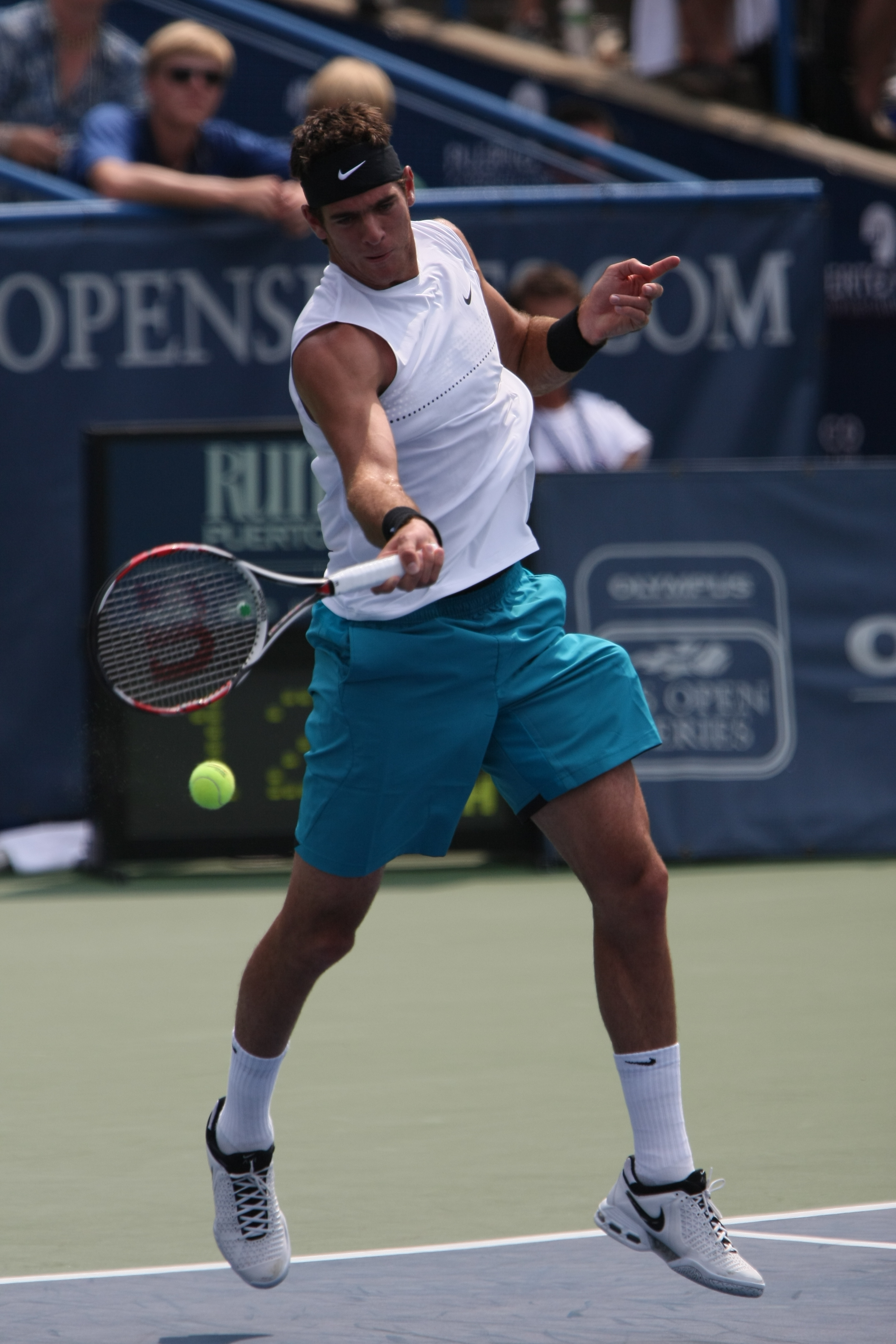
Juan Martín del Potro au tournoi de Washington en 2009.

En août, Juan Martín del Potro parvient à conserver son titre au Classic de Washington, en s'imposant en finale face à l'Américain Andy Roddick (3-6, 7-5, 7-66) 5e mondial, tout en ayant pris sa revanche de Wimbledon en huitième contre Hewitt (4-6, 6-3, 7-62). Il empoche ainsi le sixième titre en simple de sa carrière, le second de l'année.
Il dispute le Masters du Canada la semaine suivante, en tant que tête de série no 6. Après une victoire en deux sets face à Jan Hernych au deuxième tour, il se défait plus difficilement du Roumain Victor Hănescu (3-6, 6-3, 6-4). Il parvient à éliminer le no 2 mondial Rafael Nadal, tout juste revenu de blessure, au stade des quarts de finale (7-65, 6-1) et une défaite qui fait mal pour l'Espagnol qui risque de perdre sa première place. En demi-finale, il s'impose (4-6, 6-2, 7-5) face à l'Américain Andy Roddick, no 5 mondial, sauvant au passage une balle de match dans le troisième set. Pour sa première participation à une finale de Masters 1000, le joueur Argentin s'incline face au Britannique Andy Murray (7-64, 63-7, 1-6) avec deux gros premier sets épuisant et 2 h 44 de jeu sous un soleil de plomb
Fatigué et blessé à l'épaule, il déclare forfait pour le Masters de Cincinnati.

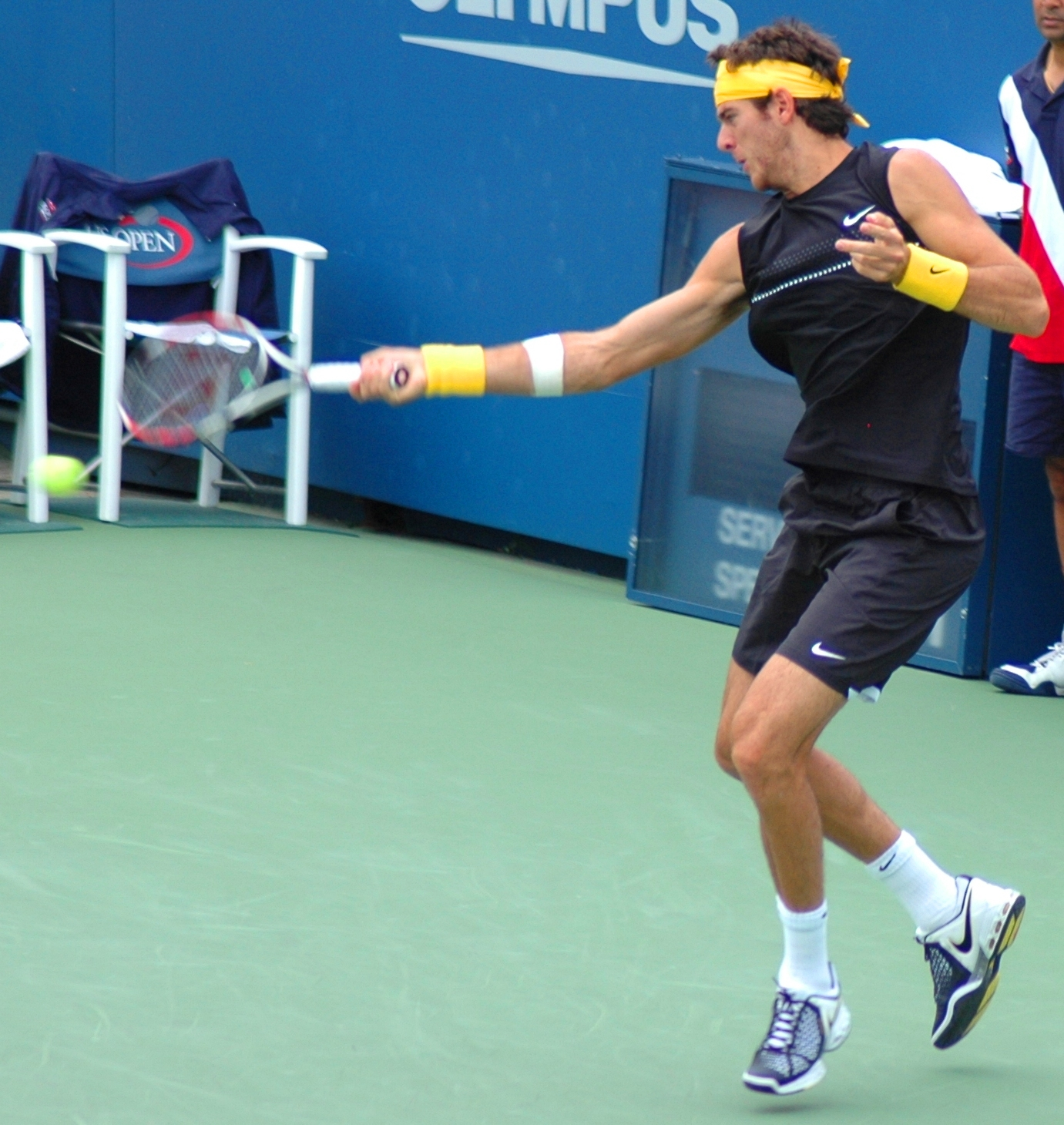
Juan Martín del Potro à l'US Open en 2009.

À l'US Open en tant que tête de série no 6, il élimine aisément son compatriote Juan Mónaco (6-3, 6-3, 6-1) puis s'impose face aux Autrichiens Jürgen Melzer et Daniel Köllerer après 2 h 37 en ne laissant échapper qu'un set. En huitièmes de finale, il se défait de l'ancien no 1 mondial Juan Carlos Ferrero en trois sets (6-3, 6-3, 6-3). Malgré la perte du premier set, il parvient à se défaire du Croate Marin Čilić 17e mondial, en quart de finale (4-6, 6-3, 6-2, 6-1). Il bat ensuite facilement Rafael Nadal no 3 mondial en demi-finale (6-2, 6-2, 6-2), et se qualifie ainsi pour sa première finale de Grand Chelem à New York,. Il affronte Roger Federer no 1 mondial, pour finalement le battre au bout d'un match épique et à rebondissements (3-6, 7-65, 4-6, 7-64, 6-2) en 4 heures et 6 minutes de jeu. Il remporte ainsi son premier titre (et l'unique) dans un tournoi du Grand Chelem à seulement 20 ans et devient le second Argentin après Guillermo Vilas à triompher à Flushing Meadows,.
Il est le 8e plus jeune joueur de l'histoire à jouer la finale de l'US Open, et le 5e plus jeune joueur à le remporter, derrière Pete Sampras, Lleyton Hewitt, John McEnroe et Marat Safin. Il devient le plus grand joueur de l'ère Open, avec 1 mètre 98 sous la toise, à remporter un tournoi du Grand Chelem. Il devient également le 1er joueur à battre Rafael Nadal et Roger Federer dans un même tournoi du Grand Chelem et le seul joueur autre que les membres du Big Four à avoir remporté un tournoi du Grand Chelem entre l'Open d'Australie 2005 (victoire de Marat Safin) et l'Open d'Australie 2014 (victoire de Stanislas Wawrinka).
Le retour à la compétition un mois après sa victoire à l'US Open s'avère difficile pour del Potro, il perd en effet de manière surprenante au premier tour à l'Open du Japon en octobre contre Édouard Roger-Vasselin (classé 189e joueur mondial) en 2 sets (4-6, 4-6). La semaine suivante, il est contraint à l'abandon pour son premier match au Masters 1000 de Shanghai contre Melzer (5-7, 1-2) à cause d'une blessure au poignet.
Au Masters 1000 de Paris-Bercy, il sort victorieux de son match contre Marat Safin en 3 sets (6-4, 5-7, 6-4), qui était le dernier match de la carrière du Russe. Il profite ensuite de l'abandon de Fernando González (66-7, 7-66, ab.) pour se qualifier pour les quarts de finale. Toutefois, il sera aussi contraint à l'abandon contre Radek Štěpánek au bout de quelques jeux au premier set (0-4) à cause d'une blessure aux abdominaux.
Aux ATP World Tour Finals, il est placé dans la poule avec Roger Federer, Andy Murray et Fernando Verdasco. Il est battu lors de son premier match de poule par Murray (3-6, 6-3, 2-6) en 2 h 10, mais grâce à ses victoires face à Fernando Verdasco (4-6, 7-5, 6-1) en 2 h 20 et surtout Roger Federer (6-2, 65-7, 6-3 pour la deuxième fois consécutive en 2 h 06 de jeu), il se qualifie pour les demi-finales du tournoi pour la première fois de sa carrière. Au terme d'un match de 2 h 11, il parvient à se défaire du Suédois Robin Söderling (6-71, 6-3, 7-63). Il s'incline en finale face à Nikolay Davydenko sur le score de (3-6, 4-6) en 1 h 23, ce qui lui permet néanmoins de conforter sa place de numéro 5 mondial et de se rapprocher de la place de numéro quatre occupée par Andy Murray, l'écart n'étant plus que de 245 points,.

### 2010: Saison gâchée par une blessure et opération du poignet
Étant donné que le Britannique Andy Murray n'a pas défendu son titre à l'Open du Qatar la première semaine de la saison, il profite de sa perte de points pour s'adjuger son meilleur classement en carrière, 4e, et faire sortir l'Écossais du top 4, dont il était membre depuis sa finale à l'US Open 2008. Il la reperd néanmoins la semaine suivante, car il n'a pas défendu son titre à l'Open d'Auckland.
Il aborde l'Open d'Australie avec un état de forme délicat, contraint de jouer avec un poignet douloureux (un souci physique contracté lors du tournoi exhibition de Kooyong la semaine précédente). Il bat successivement Michael Russell 6-4, 6-4, 3-6, 6-2, James Blake 6-4, 6-7, 5-7, 6-3, 10-8 et Florian Mayer 6-3, 0-6, 6-4, 7-5, avant d'être sorti dès les huitièmes de finale par Marin Čilić en 5 sets : 5-7, 6-4, 7-5, 5-7, 6-3.
Toujours gêné par cette blessure au poignet, del Potro déclare forfait pour Marseille, Dubaï, Indian Wells, Miami, Monte-Carlo, Barcelone et Rome. Il part se soigner aux États-Unis dans la clinique du docteur Richard Berger, spécialisé dans les blessures de la main et du poignet.

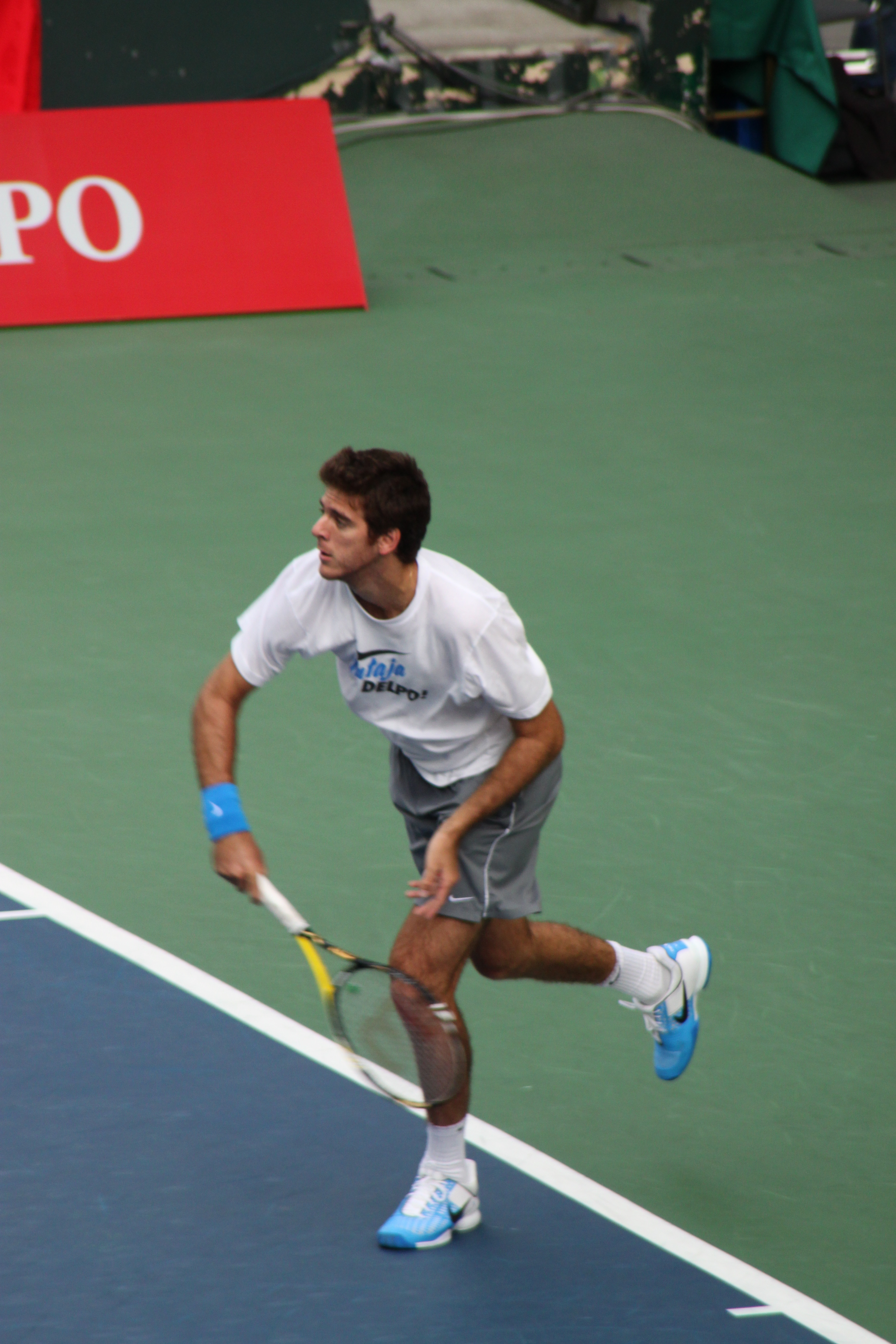
Juan Martín del Potro à l'Open du Japon en 2010.

La date du 2 mai initialement évoquée par des sites argentins pour son retour à la compétition, est à nouveau repoussée, del Potro ressentant à nouveau des douleurs au poignet,.
Finalement, le 4 mai, del Potro se fait opérer du poignet droit à la clinique Mayo à Rochester aux États-Unis, une opération chirurgicale qui s'est déroulée sans problèmes et qui nécessite une longue période de repos et de rééducation (de 3 à 6 mois après ce genre d'opération mais aucune date précise n'a été communiquée à la presse). Sa saison 2010 est donc mise entre parenthèses au moins jusqu'au mois de septembre.
Déjà forfait pour Roland-Garros et Wimbledon, del Potro confirme le 19 mai son forfait pour l'US Open, le dernier Grand Chelem de l'année, préférant ne prendre aucun risque avec son poignet convalescent. Il laisse entendre la possibilité d'un retour à la compétition après l'US Open et plus précisément pour le tournoi ATP 250 séries de Bangkok. À la suite de sa non-participation au tournoi du Grand Chelem new yorkais, dont il était tenant du titre, l'Argentin tombe de la dixième à la trente-quatrième place au classement ATP du 13 septembre 2010.
Il fait son grand retour à la compétition à l'Open de Thaïlande où il chute dès le premier tour face à Olivier Rochus sur le score de 67-7, 4-6, n'ayant pas retrouvé son niveau après huit mois d'absence sur le circuit.
Une semaine plus tard, il s'incline de nouveau au premier tour du tournoi de Tokyo face à l'Espagnol Feliciano López sur le score de 6-3, 6-0.
Ces deux défaites d'affilée vont précipiter sa fin de saison, gâchée par sa tendinite au poignet droit. Il termine la saison 2010 à la 259e place du classement ATP.

### 2011: Retour à la compétition inégal, déception en Grand Chelem
Juan Martín del Potro commence sa saison au tournoi de Sydney, où il perd en huitièmes de finale face à Florian Mayer (2-6, 5-7).
Son parcours à l'Open d'Australie 2011 n'est guère plus brillant, stoppé dès le deuxième tour par le Chypriote Márcos Baghdatís (1-6, 3-6, 6-4, 3-6). Il chute alors à la 485e place au classement ATP.
À l'Open de San José, del Potro retrouve enfin de bonnes sensations et atteint les demi-finales, éliminé par Fernando Verdasco (4-6, 4-6), après avoir battu Lleyton Hewitt (6-2, 6-3).
Il enchaîne la semaine suivante avec le tournoi de Memphis, où il chute de nouveau en demi-finale, face à Andy Roddick (3-6, 4-6) futur lauréat, mais remonte tout de même à la 166e place ATP.
Enfin, après un an et demi sans titre, Juan Martín del Potro remporte la semaine suivante le tournoi de Delray Beach (250 series) en battant en finale Janko Tipsarević (6-4, 6-4), et se classe alors à la 89e place du classement ATP.
En mars, il participe au Masters 1000 d'Indian Wells, durant lequel il élimine notamment le tenant du titre Ivan Ljubičić (5-7, 6-4, 6-2) au deuxième tour, puis Alexandr Dolgopolov (7-63, 6-3), Philipp Kohlschreiber en deux tie-break et profitant du forfait en quart de finale de Tommy Robredo. Son parcours s'arrête dans un dernier carré de prestige, puisqu'il chute face à Rafael Nadal (4-6, 4-6) alors que l'autre demi-finale opposait Roger Federer à Novak Djokovic. Cette performance lui permet de se hisser à la 51e place mondiale.
Juan Martín del Potro est donc présent au tournoi jumeau suivant, le Masters 1000 de Miami, où il élimine le no 4 mondial Robin Söderling en première semaine (6-3, 6-2), mais il chute au tour suivant face à Mardy Fish sur le score de (5-7, 65-7) en huitième.
En avril, il remporte l'Open du Portugal face à Fernando Verdasco (6-2, 6-2), après avoir notamment battu Robin Söderling (6-4, 7-5) en quarts de finale. Avec ce 2e titre de sa saison, il confirme son retour sur le circuit et se place alors à la 32e place ATP.
La semaine suivante, au Masters de Madrid, il se hisse sans difficulté en huitièmes de finale avant de déclarer forfait avant son match contre Rafael Nadal.

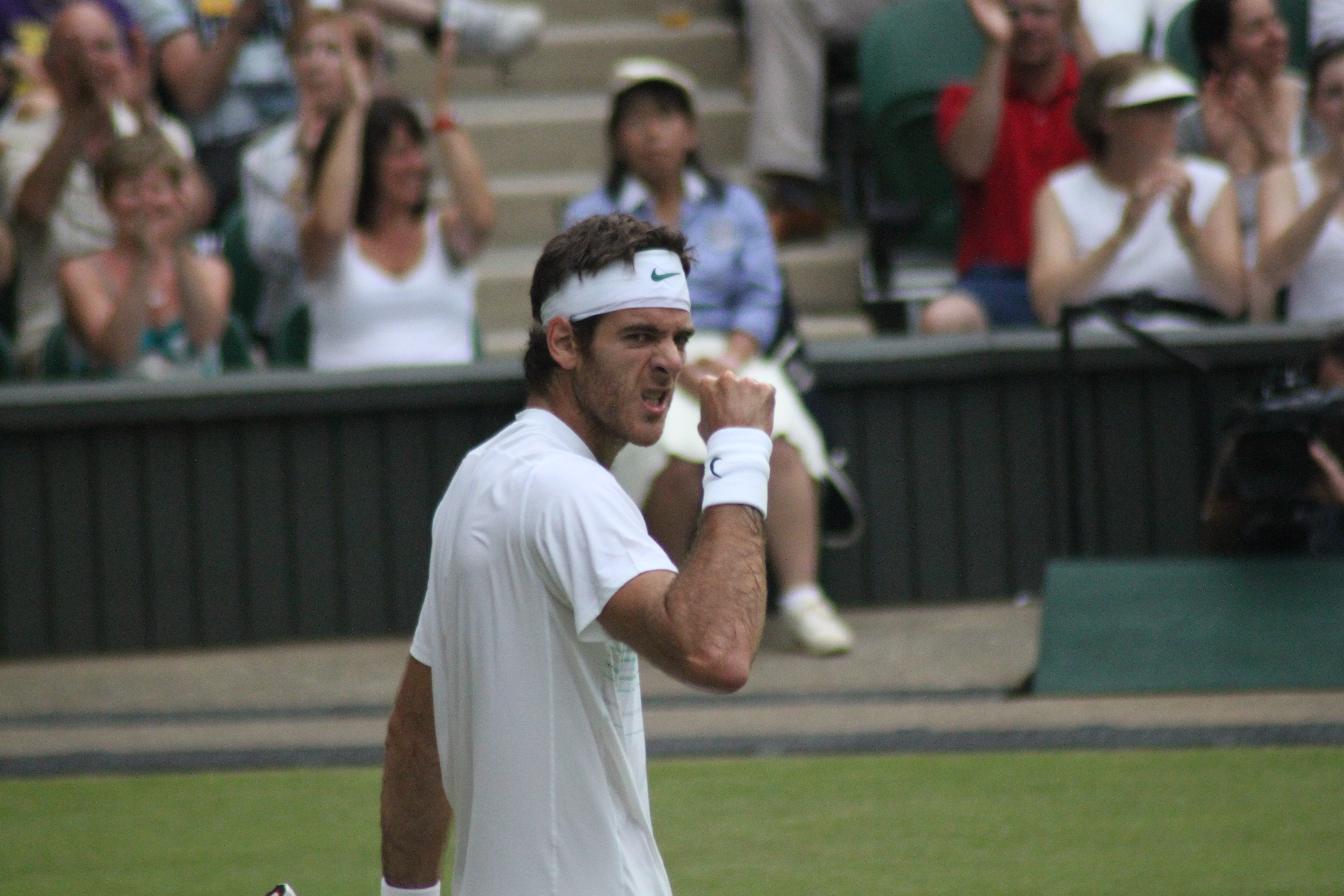
Juan Martín del Potro au tournoi Wimbledon en 2011

À Roland-Garros, Juan Martín del Potro passe les deux premiers tours avec assez d'aisance, alors qu'il était annoncé incertain. Il commence le troisième tour avec comme challenge de battre Novak Djokovic. Le match débute tard le vendredi 27 mai et s'arrête à l'issue de la seconde manche. La première remportée par Nole et la seconde par l'Argentin, alors en grande confiance. Or, le lendemain, del Potro semble avoir perdu sa cadence de la veille et s'écroule face au Serbe (3-6, 6-3, 3-6, 2-6).
Aux Internationaux de Grande-Bretagne, del Potro passe les trois premiers tours du tournoi en battant successivement Flavio Cipolla, Olivier Rochus en perdant une manche et Gilles Simon en trois sets, mais échoue non sans prendre un set (66-7, 6-3, 64-7, 4-6) contre Rafael Nadal dans un match serré en poussant l'Espagnol à la rupture.
En juillet, il retrouve également ses coéquipiers argentins lors de la Coupe Davis. L'Argentine est opposée au Kazakhstan en quarts de finale. del Potro gagne en simple contre Mikhail Kukushkin (6-2, 6-1, 6-2), l'Argentine est qualifiée pour les demi-finales.
En revanche, sa tournée américaine préparant l'US Open est assez moyenne, avec une élimination en quart de finale de Los Angeles contre Ernests Gulbis futur vainqueur, suivie d'une élimination au deuxième tour du Masters du Canada à Montréal, battu par Marin Čilić (3-6, 4-6), et enfin l'élimination au Masters de Cincinnati par Roger Federer (3-6, 5-7).
À l'US Open, il passe les deux premiers tours, contre l'Italien Filippo Volandri et son compatriote Diego Junqueira chacun en trois sets, mais le résultat final n'est pas celui espéré, il tombe face à Gilles Simon qui prend sa revanche de 2008 en quatre sets (6-4, 65-7, 2-6, 63-7).
Il signe deux nouvelles victoires en Coupe Davis, face à la Serbie en demi-finale, contre Janko Tipsarević en trois sets (7-5, 6-3, 6-4), et contre le no 1 Novak Djokovic par abandon au milieu du deuxième set alors qu'il menait 7-68, 3-0.
En finale de la Coupe Davis, il s'incline contre David Ferrer (2-6, 7-62, 6-3, 4-6, 3-6) et Rafael Nadal (6-1, 4-6, 1-6, 60-7) après deux matchs titanesque de plus de 4 heures : le saladier d'argent échappe à l'Argentine pour la 4e fois.
Il finit l'année à la 11e place mondiale.

### 2012: Montée en puissance, retour dans le top 10 et trois 1/4 de finale en Grand Chelem

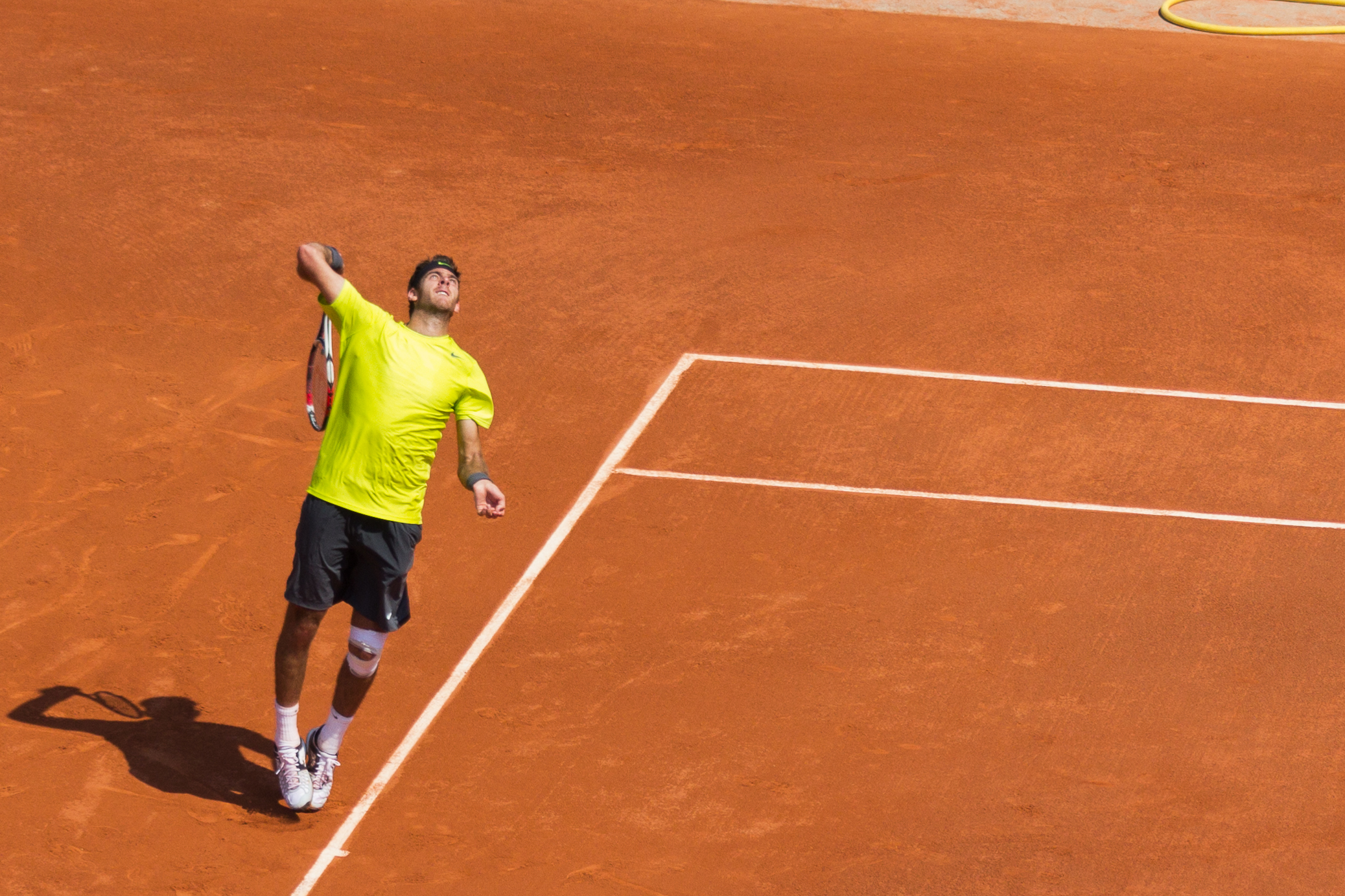
Juan Martín del Potro en mai 2012 à Roland-Garros.

Juan Martín del Potro commence l'année 2012 par le tournoi de Sydney qu'il n'a encore jamais remporté. Tête de série no 1, il écarte Łukasz Kubot en deux sets (6-4, 6-2) en huitième de finale, mais il doit s'incliner en quarts face à Márcos Baghdatís (67-7, 4-6).
Il démarre l'Open d'Australie en tant que tête de série no 11 du tournoi. Il accède au second tour en éliminant le Français Adrian Mannarino en 4 sets (2-6, 6-1, 7-5, 6-4), puis bat Blaž Kavčič au deuxième tour (6-4, 7-5, 6-3). Il s'impose plus facilement face à Lu Yen-hsun (6-2, 6-3, 6-0) et ensuite Philipp Kohlschreiber (6-4, 6-2, 6-1) pour parvenir en quart de finale où il est battu sèchement par Roger Federer (4-6, 3-6, 2-6). À l'issue du tournoi, il réintègre le top 10.
Pour les tournois de février en indoor, il commence le tournoi de Rotterdam en battant le Français Michaël Llodra en 3 sets (6-4, 63-7, 6-4), puis Karol Beck en 2 sets (6-4, 7-5). L'Argentin battra alors aisément Viktor Troicki (6-0, 6-1) puis à Tomáš Berdych (6-3, 3-1). En finale, del Potro s'incline devant Roger Federer (1-6, 4-6). Puis à l'Open 13 de Marseille, del Potro, tête de série no 4, commence au deuxième tour où il affronte Nikolay Davydenko, qui abandonne, touché au pied, alors que l'Argentin venait d'égaliser à une manche partout (66-7, 6-4, ab.). Par la suite, Juan Martín del Potro battra successivement 3 joueurs Français : Richard Gasquet, tête de série no 5 en quart de finale (7-5, 7-65), Jo-Wilfried Tsonga, tête de série no 1 en demi-finale (6-4, 69-7, 6-3) et Michaël Llodra en finale sur le score de (6-4, 6-4).
À Dubaï, aux Émirats arabes unis, l'Argentin parvient en demi-finale en battant notamment Jo-Wilfried Tsonga en deux manches, mais il est stoppé une nouvelle fois par le Suisse Roger Federer, sur un score certes plus serré que leur précédente opposition (65-7, 66-7) en deux heures, qui s'imposera dans le tournoi. Au premier Masters 1000 de l'année, Indian Wells, il est stoppé une quatrième fois depuis le début de la saison par Roger Federer en quarts de finale (3-6, 2-6), après n'avoir concédé qu'un seul set lors de son parcours. Néanmoins, cette défaite le fait sortir du top 10 au classement ATP. Au deuxième Masters 1000 de l'année, Miami, del Potro réalise un huitième de finale perdu face à David Ferrer en deux sets (3-6, 3-6), après avoir battu pourtant les deux Croates Ivo Karlović et Marin Čilić en deux manches.
Il continue sa saison en gagnant son onzième titre de sa carrière à Estoril pour la deuxième année consécutive en battant en finale le Français Richard Gasquet (6-4, 6-2). Au Masters 1000 de Madrid avec la nouvelle terre bleue, del Potro réalise une belle performance en allant en demi-finale, en battant Čilić et Alexandr Dolgopolov en quart, stoppé par Tomáš Berdych en seulement deux tie-break. Une semaine plus tard, en Italie, alors blessé, del Potro est arrêté en huitième de finale par Jo-Wilfried Tsonga en deux sets.
Il participe ensuite au deuxième Grand Chelem de l'année, Roland-Garros, où il fut demi-finaliste en 2009. Il passe avec quelques difficultés ses premiers tours contre Albert Montañés, Édouard Roger-Vasselin et Marin Čilić. En huitièmes, il s'impose contre Tomáš Berdych 7e mondial, (7-66, 1-6, 6-3, 7-5) en 3h26. Il est éliminé en quarts de finale, butant face au numéro 3 mondial Roger Federer après avoir mené deux sets à zéro (6-3, 7-64, 2-6, 0-6, 3-6) en 3h14 de jeu.

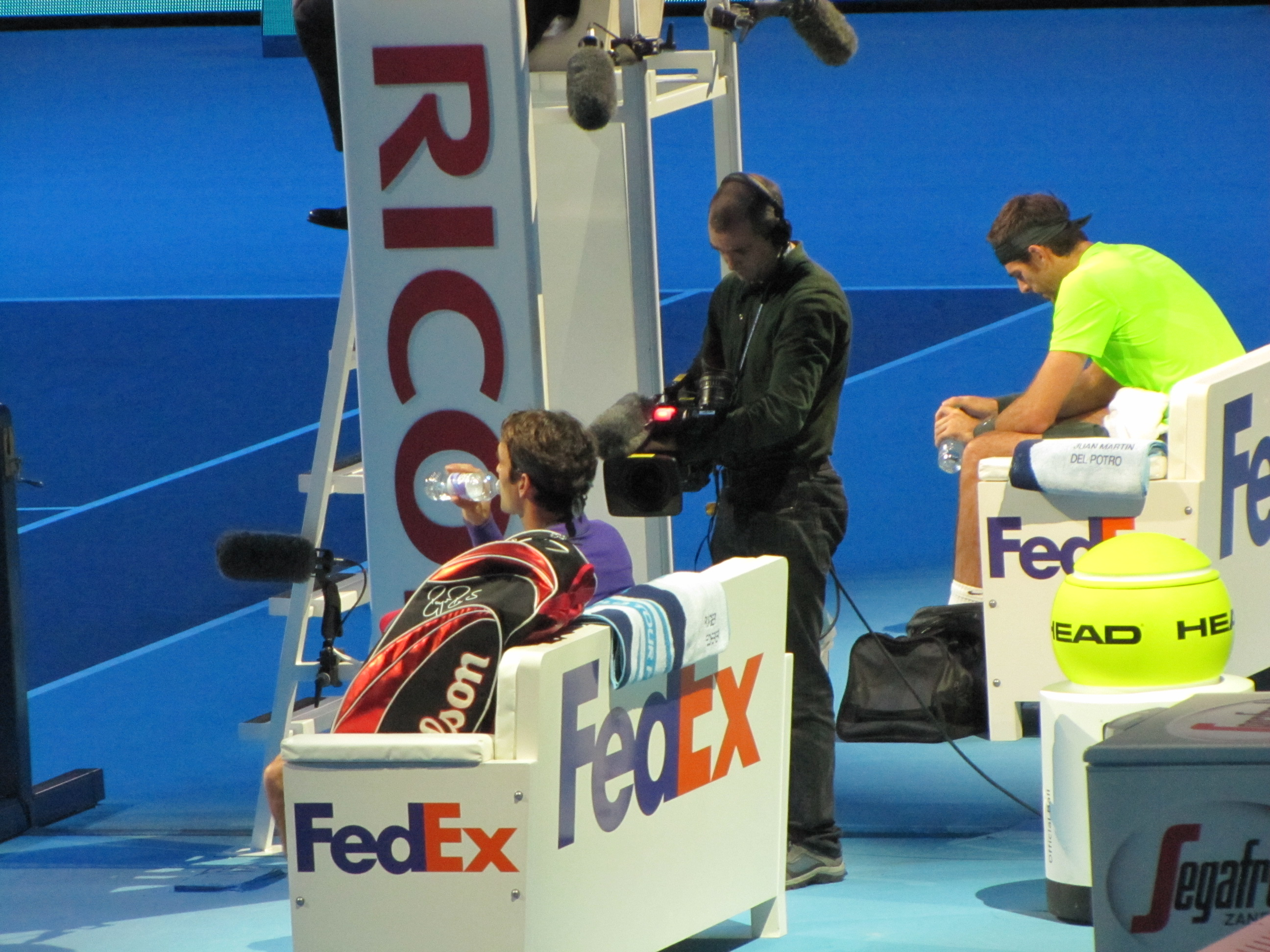
Juan Martín del Potro au Masters en novembre 2012.

del Potro fait une pause de deux semaines entre les deux Grands Chelems, Roland-Garros et Wimbledon. Il y participe en tant que tête de série no 9. Au 1er tour, il laisse un set au Néerlandais Robin Haase. Au second tour, l'Argentin perd une nouvelle fois un set face au Japonais Go Soeda mais se rassure au troisième tour face à un autre Japonais, Kei Nishikori, qu'il bat en trois manches (6-3, 7-63, 6-1), avant d'être vaincu facilement (3-6, 2-6, 3-6) contre 5e mondial, David Ferrer.
Lors des Jeux olympiques de Londres, Juan Martín del Potro élimine successivement Ivan Dodig (6-4, 6-1) puis l'Italien Andreas Seppi (6-3, 7-62). Il remporte son huitième de finale face à Gilles Simon (6-1, 4-6, 6-3) puis bat en quart (6-4, 7-64) le Japonais Kei Nishikori pour rallier le dernier carré. Mais chute en demi-finale, battu par le no 1 mondial Roger Federer après plus de quatre heures de jeux (6-3, 65-7, 17-19) dans un match dantesque et poignant d'émotions à la fin,. Il décroche la médaille de bronze face au Serbe Novak Djokovic no 3 mondial (7-5, 6-4), et offre à la délégation argentine le premier podium de ces jeux.
Il enchaîne ensuite avec le Masters de Toronto, où il est battu dès son entrée en lice par Radek Štěpánek sur le score de 4-6, 65-7. Malgré une gêne au poignet gauche, il atteint ensuite le stade des demi-finales au Masters de Cincinnati en battant Tommy Haas, Viktor Troicki et Jérémy Chardy avant d'être battu par le Serbe Novak Djokovic (3-6, 2-6) en une heure et demie. Enfin à l'US Open, il bat dans un bon match l'Américain Andy Roddick (61-7, 7-64, 6-2, 6-4) en huitième au bout de 3h21 de jeu, mais perdra face à Novak Djokovic no 2 mondial, (2-6, 63-7, 4-6) en un peu plus de trois heures, signe d'un match acharné.
En octobre, il gagne le tournoi de Bâle face à Roger Federer en finale (6-4, 65-7, 7-63). Qualifié pour l'ATP World Tour Finals de fin d'année, placé en poule avec Roger Federer, David Ferrer et Janko Tipsarević. Il perd son premier match contre Ferrer (3-6, 6-3, 4-6) en 2h16, avant de gagner ses deux autres matchs : contre Tipsarević (6-0, 6-4) en 1h16 et Federer (7-63, 4-6, 6-3) en deux heures, pour rallier ses deuxièmes demi-finales à Londres en affrontant Novak Djokovic no 1 mondial. Il perdra (6-4, 3-6, 2-6) après le gain du premier set.
À l'issue de la saison, il finit l'année à la septième place mondiale à l'ATP.

### 2013: Retour dans le top 5, finales en Masters 1000 à Indian Wells et Shanghai, demi-finale à Wimbledon et 4 titres ATP 500
Il commence la saison par l'Open d'Australie où il ne concède aucun set face à ses deux premiers adversaires, battant le qualifié Français Adrian Mannarino (6-1, 6-2, 6-2) et Benjamin Becker (6-2, 6-4, 6-2) mais s'inclinant subitement face au Français Jérémy Chardy, impressionnant lors de ce match (3-6, 3-6, 7-63, 6-3, 3-6).
À Rotterdam où il avait été finaliste l'année précédente, il remporte son premier titre de la saison en battant Gaël Monfils (6-3, 6-4), Ernests Gulbis (7-65, 6-3), Jarkko Nieminen (6-3, 6-4), Grigor Dimitrov (6-4, 6-4) et enfin Julien Benneteau (7-62, 6-3) tombeur plus tôt de Roger Federer. Il ne concède pas le moindre set pendant le tournoi.
Il entame dès la semaine suivante l'Open 13 se déroulant à Marseille. Vainqueur de la précédente édition, il s'incline face à Gilles Simon (4-6, 3-6) après avoir battu difficilement le Français Michaël Llodra (3-6, 7-64, 7-5), sauvant une balle de match au passage.
La semaine suivante à Dubaï, del Potro annonce souffrir du poignet. Et après des victoires sur Márcos Baghdatís, Somdev Devvarman puis Daniel Brands, l'Argentin rejoint Novak Djokovic en demi-finale, contre qui il s'incline en deux sets (3-6, 64-7).
Au Masters d'Indian Wells, del Potro est sur un nuage, en battant en quart de finale Andy Murray tête de série no 3 (65-7, 6-3, 6-1) en 2h33 puis le no 1 mondial Novak Djokovic (4-6, 6-4, 6-4) après, notamment, avoir été mené 3-0 dans le dernier set, lors des demi-finales le tout en 2h50 de jeu,. Il rencontre en finale l'Espagnol Rafael Nadal tête de série no 5, tombeur de Roger Federer en quart et de Tomáš Berdych en demi, tous les deux, en 2 sets, pour son retour à la compétition sur dur. Malheureusement après le gain du premier set (6-4), en ayant remonté un déficit de 0-3, et avoir mené 3-1 dans le deuxième set, Nadal retrouve son jeu et sa confiance qui lui manquait. Juan Martín concède le deuxième set 6-3 puis le dernier 6-4 en 2 h 23.

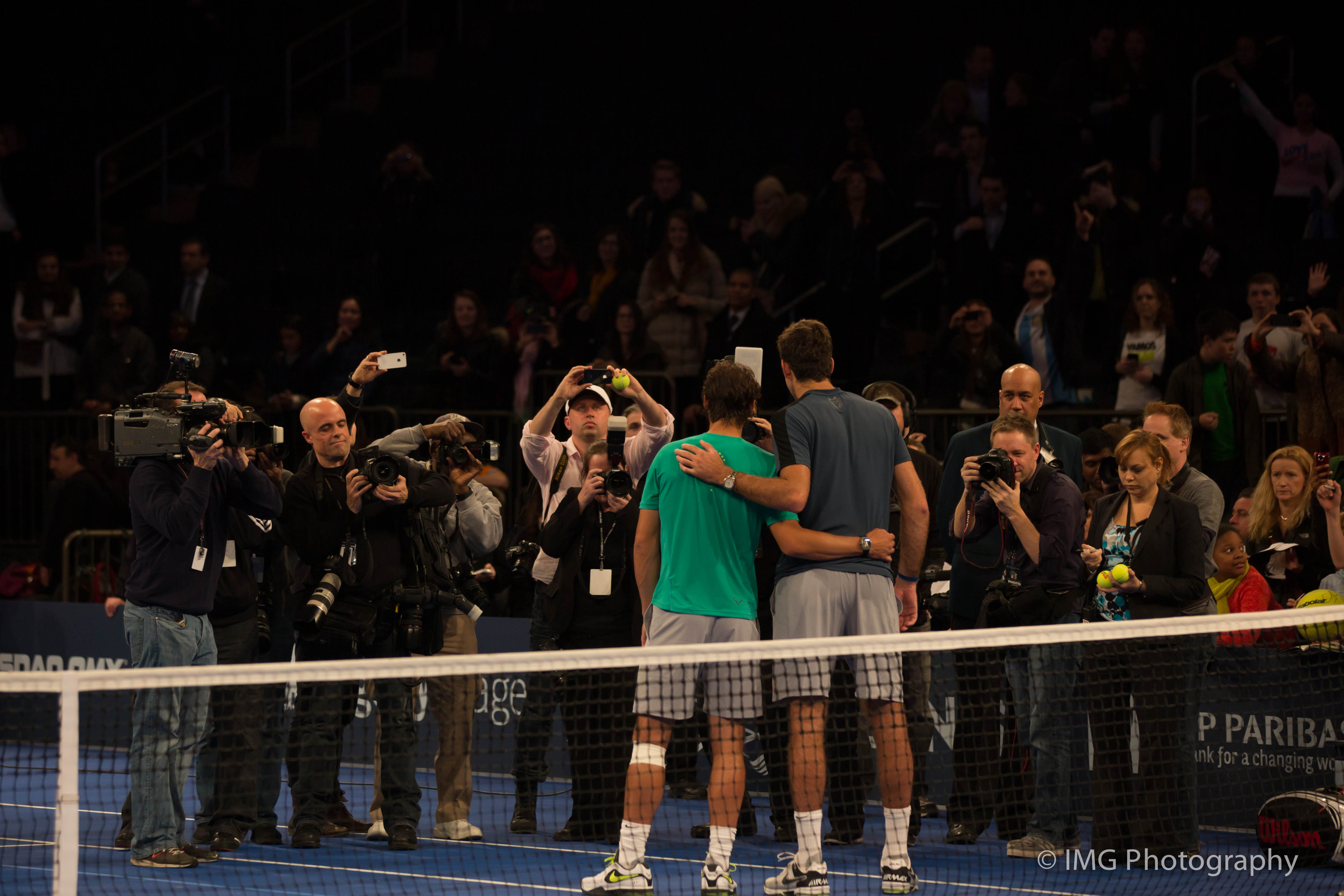
Juan Martín del Potro après la finale contre Nadal au Masters d'Indian Wells en 2013.

À Miami, fatigué et blessé, del Potro s'incline dès son entrée en lice contre l'Allemand Tobias Kamke (65-7, 1-6).
Initialement annoncé absent au tournoi de Monte Carlo, l'Argentin demande toutefois une wild card pour le disputer. Il s'incline en huitième de finale face à Jarkko Nieminen (4-6, 6-4, 64-7) après avoir vaincu au tour précédent Alexandr Dolgopolov (1-6, 6-4, 6-3).
Il est par la suite contraint de déclarer forfait pour plusieurs tournois successifs (l'Open du Portugal, le Masters de Madrid, Roland-Garros) à cause de problèmes respiratoires.
Il fait son retour lors du tournoi du Queen's où, après avoir battu Xavier Malisse et Daniel Evans, il perd en quart de finale contre Lleyton Hewitt (2-6, 6-2, 2-6).
À Wimbledon, il élimine successivement, et en trois sets, Albert Ramos, Jesse Levine, et Grega Žemlja. Il se blesse au début du troisième set contre Žemlja en allant chercher une amortie : cheville tordue et hyperextension du genou gauche. En huitième de finale, il sort l'Italien Andreas Seppi (6-4, 7-62, 6-3) et se qualifie pour la première fois de sa carrière en quart de finale de Wimbledon. Il est ensuite opposé à l'Espagnol David Ferrer 4e mondial, qui l'avait éliminé l'année précédente. Lors du cinquième point du match, del Potro glisse et amoche encore son genou gauche. Il reste au sol un moment, se fait soigner puis décide de continuer, à raison, puisqu'il s'impose sur un incroyable coup droit gagnant (6-2, 6-4, 7-65). En demi-finale, et toujours sans avoir concédé le moindre set, il est opposé au no 1 mondial Novak Djokovic. Pour sa première demi-finale sur le gazon londonien, il réalise un match exceptionnel de 4 h 47, malgré tout perdu sur le score de 5-7, 6-4, 62-7, 7-66, 3-6, en ayant notamment sauvé deux balles de match durant le deuxième tie-break avant de le remporter. Durant ce match on retrouve le del Potro de l'US Open 2009, c'est-à-dire un joueur très appliqué et puissant mais aussi très relâché notamment avec le public. Il délivrera durant cette partie des coups exceptionnels qu'aucun joueur du moment ne peut réaliser comme à quatre reprises des coups droits en bout de course, croisés, à une vitesse dépassant les 190 km/h. Nole qualifiera cette partie comme "la plus belle qu'il ait jouée à Londres.".
L'Argentin reprend la compétition sur dur avec le tournoi de Washington. Il se qualifie aisément en finale en ne concédant aucun set contre Bernard Tomic, Kevin Anderson et Tommy Haas. Il remporte le tournoi contre John Isner en finale, sur le score de 3-6, 6-1, 6-2. Il se loupe ensuite au Masters du Canada en perdant en deux sets lors des huitièmes contre Milos Raonic. Puis au Masters de Cincinnati, il perd un set contre Feliciano López et Dmitri Toursounov mais s'invite tout de même pour les demi-finales, dans un match serré contre John Isner comme à Washington, il remporte la première manche mais finit par perdre (7-65, 69-7, 3-6) en 2h48 dans un match frustrant.
Pour la tournée asiatique, il commence à l'Open du Japon en tant que tête de série numéro 1, il éprouve quelques difficultés en perdant un set contre Márcos Baghdatís et Alexandr Dolgopolov mais parvient en finale, où il s'impose (7-65, 7-5) contre le Canadien Milos Raonic. Puis Masters 1000 de Shanghai, il s'impose pour son entrée difficilement en trois manches Philipp Kohlschreiber (3-6, 6-3, 7-64), puis profite du forfait de Tommy Haas et battant facilement Nicolás Almagro en quart. Il crée la surprise en battant en demi-finale le no 1 mondial Rafael Nadal au terme d'un match qu'il maîtrise parfaitement (6-2, 6-4) en 1h46, mais perd en finale face à Novak Djokovic no 2 mondial, (1-6, 6-3, 63-7) en 2h32.
Pour les tournois indoor de fin d'année, à l'Open de Bâle, il retrouve en finale Roger Federer tête de série no 3 comme l'année précédente et s'impose à nouveau face au Suisse en 3 sets (7-63, 2-6, 6-4). Au Masters de Paris-Bercy, il bat Marin Čilić en deux manches et Grigor Dimitrov en huitième qu'il vainc pour retrouver le Suisse Federer, qui se fait battre cette fois-ci (3-6, 6-4, 3-6) dans un match à suspense après un premier set étourdissant. Lors des ATP World Tour Finals, il se retrouve en poule avec Novak Djokovic, Roger Federer et Richard Gasquet. Il s'impose pour son premier match contre le Français (64-7, 6-3, 7-5) en 2h23, puis perd contre le Serbe (3-6, 6-3, 3-6) en 1h54 et perdant son dernier match à nouveau contre le Suisse (6-4, 62-7, 5-7) en 2h26, clôturant la fin de sa saison.

### 2014-2015: Nouvelle blessure et opération du poignet et retour repoussé

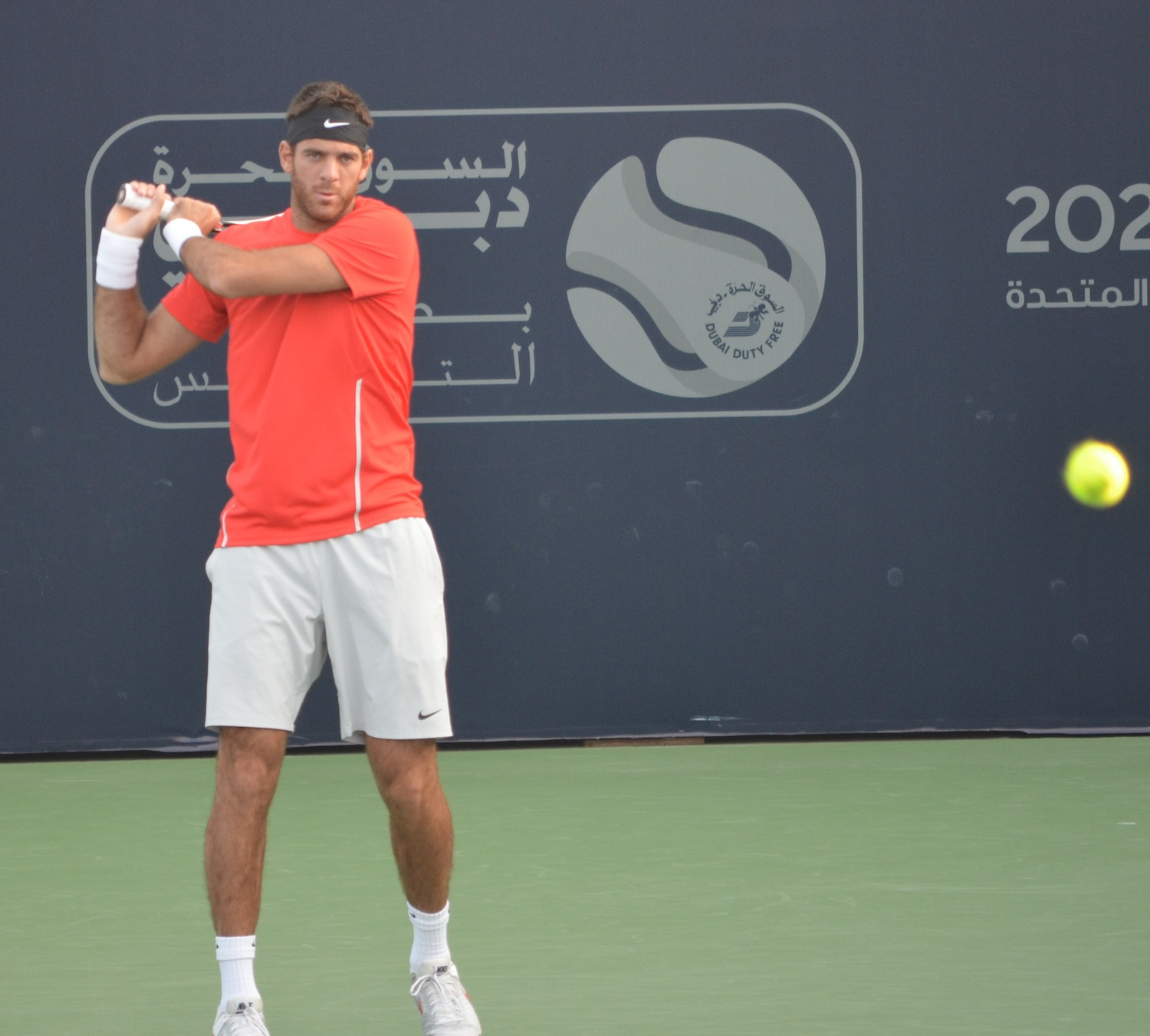
Juan Martín del Potro à Dubaï en 2014.

Juan Martín del Potro commence bien l'année en remportant l'Open de Sydney face au local Bernard Tomic, vainqueur du tournoi l'année précédente, au terme d'un match maitrisé (6-3, 6-1). Lors de l'Open d'Australie, il se fait éliminer dès le 2e tour par Roberto Bautista-Agut. Malgré cela, il gagne une place au classement ATP en remontant à la 4e place mondiale.
Après plusieurs contre-performances au cours des tournois auxquels il participe et des forfaits de dernière minute aux deux premiers Masters 1000 de l'année, Del Potro se fait opérer du poignet gauche fin mars. Cette longue absence sur le circuit le fait dégringoler au classement ATP. Le 27 octobre, il perd 35 places et retombe au 64e rang mondial. Le 7 novembre, il sort du top 100 et se retrouve 138e à l'ATP.
Retombé à la 338e place mondiale après dix mois d'absence, Juan Martín del Potro reprend la compétition au tournoi de Sydney dont il est tenant du titre. Il passe le premier tour en battant l'Ukrainien Serhiy Stakhovsky (6-3, 7-64) puis se défait de la première tête de série, Fabio Fognini, 18e mondial. Il s'incline en quarts de finale contre le Kazakh Mikhail Kukushkin (7-65, 7-63).
Alors qu'il devait participer à l'Open d'Australie, il décide de déclarer forfait la veille en raison de la douleur à son poignet qu'il a ressentie lors d'un entraînement, afin de préserver ses chances de jouer le reste de la saison dans de bonnes conditions, en espérant faire un retour rapide.
À Miami, il fait un retour avec un classement protégé mais perd d'entrée face à Vasek Pospisil (6-4, 7-67). Il prépare son retour sur la terre battue mais, insuffisamment remis, il doit tirer un trait sur Roland-Garros et Wimbledon, afin de conserver une petite chance d'être rétabli pour le quart de finale de Coupe Davis, mi-juillet face à la Serbie,. Le 15 juin, il annonce qu'il va subir une troisième opération au poignet gauche qui hypothèque son retour à la compétition et confirme d'abord son forfait pour Wimbledon,.

### 2016: Retour à la compétition, médaille d'argent aux JO et victoire en Coupe Davis
Il annonce un retour sur le circuit en février 2016, pour le tournoi de Delray Beach. Il y atteint les demi-finales en battant notamment le 30e mondial Jérémy Chardy et s'incline contre Sam Querrey. Il s'incline au deuxième tour des Masters 1000 d'Indian Wells et de Miami. Sur terre battue, il atteint les quarts de finale du tournoi de Munich en battant les Allemands Jan-Lennard Struff et Dustin Brown mais il s'incline en 2 sets face à Philipp Kohlschreiber, futur vainqueur. Il s'incline face à Jack Sock au deuxième tour du Masters de Madrid après avoir réussi à battre Dominic Thiem, le futur demi-finaliste des Internationaux de France 2016. Voulant se préserver pour la saison sur gazon, il annonce son forfait pour Roland-Garros. Au tournoi de Stuttgart, il élimine Grigor Dimitrov, John Millman et Gilles Simon avant de s'incliner en demi-finale à nouveau contre Kohlschreiber.
Il participe ensuite au troisième Grand Chelem de l'année à Wimbledon, alors 165e mondial et n'ayant plus disputé le moindre tournoi du Grand Chelem depuis l'Open d'Australie 2014. Il passe facilement au premier tour contre Stéphane Robert en trois manches, avant de réaliser une performance en battant le 5e mondial Stanislas Wawrinka, au deuxième tour (3-6, 6-3, 7-62, 6-3). Malgré cette victoire sur un top 10, il s'incline au tour suivant (64-7, 7-68, 7-5, 6-1) contre le Français Lucas Pouille en lâchant dans la dernière manche.
Aux Jeux olympiques d'été en août, il réussit l'exploit comme il y a quatre ans, de battre dès le premier tour le no 1 mondial Novak Djokovic, au terme d'un match intense et d'une super qualité tennistique de 2 h 27 de jeu,. Il révèle que cette victoire est « l’un des meilleurs matches de sa carrière » et qu'elle « est plus importante que celle de Londres ». Par la suite, il confirme avec les deux matchs suivants contre João Sousa et Taro Daniel en s'imposant en trois manches, mais en perdant de l'intensité dans l'échange et montrant des signes de fatigue. En quart, il affronte Roberto Bautista-Agut qui l'avait battu à l'Open d'Australie 2014, mais prend sa revanche et s'impose (7-5, 7-64) pour passer dans le dernier carré. Il affronte l'Espagnol Rafael Nadal 5e mondial, dans un match dantesque et finissant au bout du suspense, l'Argentin s'impose (5-7, 6-4, 7-65) en plus de 3 heures de jeu. Il se qualifie pour la finale où il joue pour le titre olympique contre le no 2 mondial, Andy Murray. Il s'incline (5-7, 6-4, 2-6, 5-7) en plus de 4 heures de jeu dans une finale relevée où il a fait douter le Britannique malgré la fatigue. Il s'adjuge tout de même la médaille d'argent en concluant une belle semaine, déclarant que pour lui « le tennis c'est sa vie » et qu'il a passé la « semaine la plus incroyable de sa carrière ».

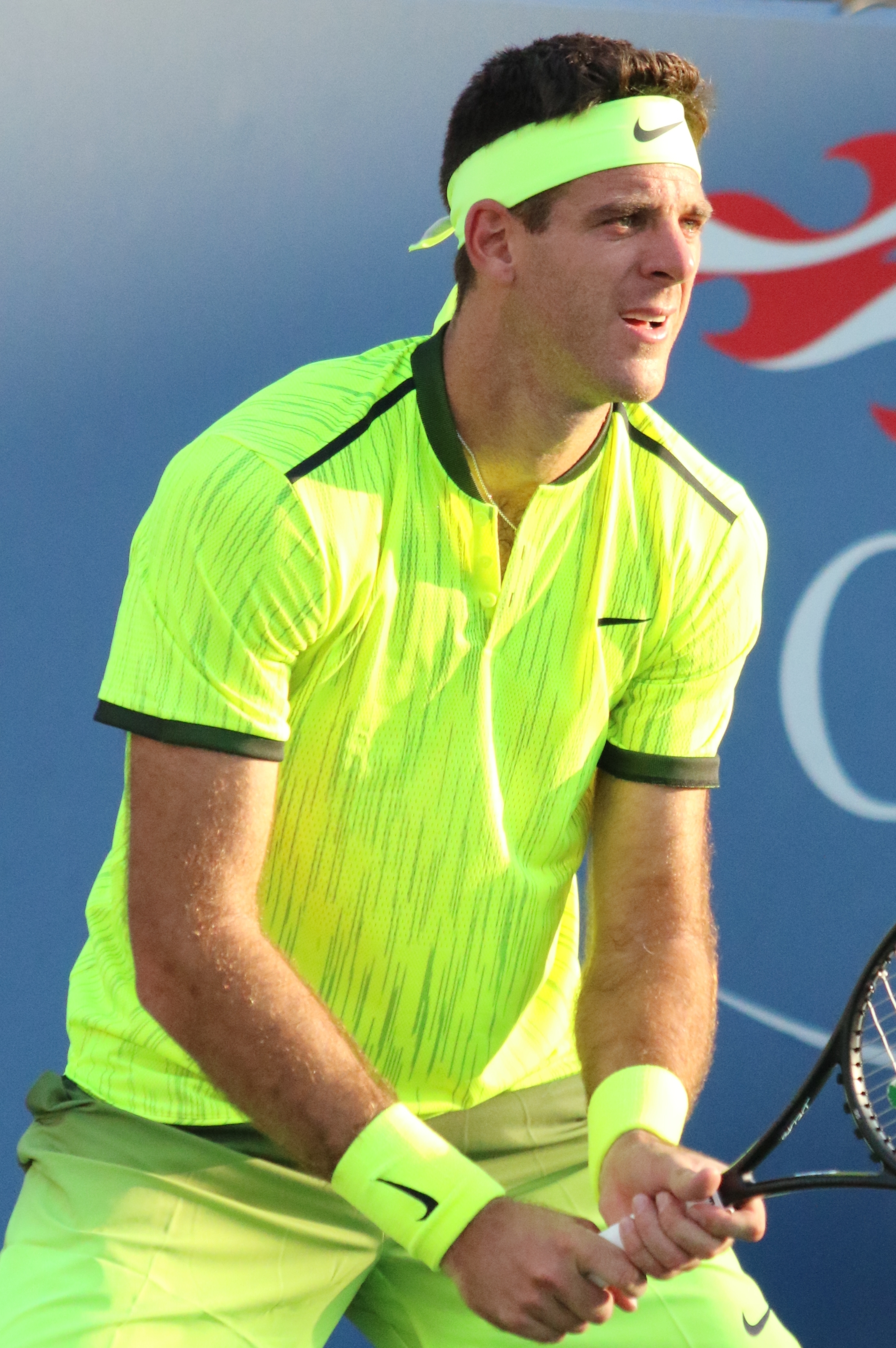
Juan Martín del Potro à l'US Open en 2016.

À la suite de son brillant parcours aux Jeux olympiques, il reçoit une wild card par les organisateurs du tournoi de l'US Open. Sous une lourde chaleur, il franchit son premier tour (6-4, 6-4, 7-63) contre son compatriote Diego Schwartzman, pour affronter Steve Johnson au second tour. Il bat l'Américain (7-65, 6-3, 6-2), pour retrouver l'Espagnol David Ferrer, redescendu à la 13e place mondiale. Il montre sa détermination et un bon niveau de jeu pour le battre (7-63, 6-2, 6-3) en un peu moins de deux heures, ce qui lui permet de rejoindre la deuxième semaine en Grand Chelem, une première depuis Wimbledon en 2013. Il profite ensuite de l'abandon du jeune Autrichien Dominic Thiem, 10e mondial (6-3, 3-2 ab.), au bout d'une heure et quinze minutes de jeu, se qualifiant pour les quarts de finale. Il y affronte le no 3 mondial Stanislas Wawrinka (futur lauréat) qui s'impose en 4 sets (65-7, 6-4, 3-6, 2-6) dans un match intense physiquement de plus de trois heures, où il laissera échapper quelques larmes alors que le public lui réservait une ovation d'une rare intensité en fin de match,.
Pour les demi-finales de la Coupe Davis contre l'équipe de Grande-Bretagne tenante du titre, il bat le no 2 mondial Andy Murray (6-4, 5-7, 65-7, 6-3, 6-4) dans un match une fois de plus dantesque en cinq sets et plus de cinq heures d'un magnifique combat, remportant ainsi le premier point de la rencontre. Il est ensuite aligné en double avec Leonardo Mayer mais perd en quatre sets contre les frères Murray. Ne souhaitant pas disputer le cinquième match, pour se préserver de la fin de saison, Mayer est aligné et remporte le match contre Daniel Evans, qualifiant l'Argentine pour une cinquième finale de Coupe Davis.
En octobre, il remporte à l'Open de Stockholm son premier titre depuis 2014, en battant notamment John Isner (6-4, 7-66), Ivo Karlović (6-3, 6-4) en quarts de finale, Grigor Dimitrov (6-4, 7-5) en demie et finalement Jack Sock en finale (7-5, 6-1) sans perdre le moindre set. Ce titre lui permet de revenir dans le top 50 pour la première fois depuis octobre 2014.
Âgé de 28 ans, il est sélectionné pour affronter la Croatie en finale de la Coupe Davis (les 25, 26 et 27 novembre). Il gagne contre Ivo Karlović 20e mondial, lors de la première journée en 4 sets (6-4, 66-7, 6-3, 7-5) en 3h18 et permet à l'Argentine de recoller à un point partout à la fin de la première journée. Il est associé le lendemain en double aux côtés de Leonardo Mayer mais perd en 3 sets (62-7, 64-7, 3-6) contre Ivan Dodig et Marin Čilić en trois heures. Il revient pour la dernière fois de sa saison 2016 sur le terrain le 27 novembre, lors de la dernière journée de la finale de Coupe Davis pour affronter le numéro 1 Croate et 6e mondial Marin Čilić, pour tenter de permettre à l'Argentine de recoller à deux points partout et donc d'offrir un cinquième match décisif. Il remporte le match en cinq sets (64-7, 2-6, 7-5, 6-4, 6-4) au terme d'un énorme combat physique qui aura duré 4h53 alors qu'il n'était jamais revenu dans sa carrière d'un déficit de 2 sets à 0. Grâce au cinquième match victorieux de son compatriote Federico Delbonis, l'Argentine et del Potro remportent pour la première fois la Coupe Davis, clôturant ainsi avec prestige sa saison, et se présentant comme un joueur dangereux pour 2017.

### 2017. Début mitigé, 1/2 finale à l'US Open et titre à Stockholm
Juan Martín del Potro entame son année seulement fin février à l'Open de Delray Beach après une bonne préparation hivernale. Il y atteint les demi-finales en battant notamment Sam Querrey (qui l'avait battu l'année précédente) et s'incline contre le 4e mondial Milos Raonic (3-6, 66-7). Il perd ensuite face au Serbe Novak Djokovic 2e mondial à l'Open d'Acapulco et au Masters d'Indian Wells, sur les scores serrés de (6-4, 4-6, 4-6) et (5-7, 6-4, 1-6). Au Masters de Miami, il est éliminé au 3e tour par Roger Federer (3-6, 4-6) en 1 h 22, qui gagnera le tournoi.
Sur terre au Masters de Rome, il bat la tête de série numéro 10, Grigor Dimitrov (3-6, 6-2, 6-3), puis Kyle Edmund (7-5, 6-4) et vainc en deux manches (7-64, 6-3), le 9e mondial Kei Nishikori. Il est battu facilement (1-6, 4-6) par le no 2 mondial, Novak Djokovic après une interruption par la pluie la veille. Après une défaite surprenante dès le 2e tour du tournoi de Lyon face à Gastão Elias, il passe ensuite deux tours à Roland-Garros avant de subir la loi d'Andy Murray (68-7, 5-7, 0-6), alors No 1 mondial, mais non sans offrir une grande résistance dans les deux premiers sets avant de s'effondrer physiquement.

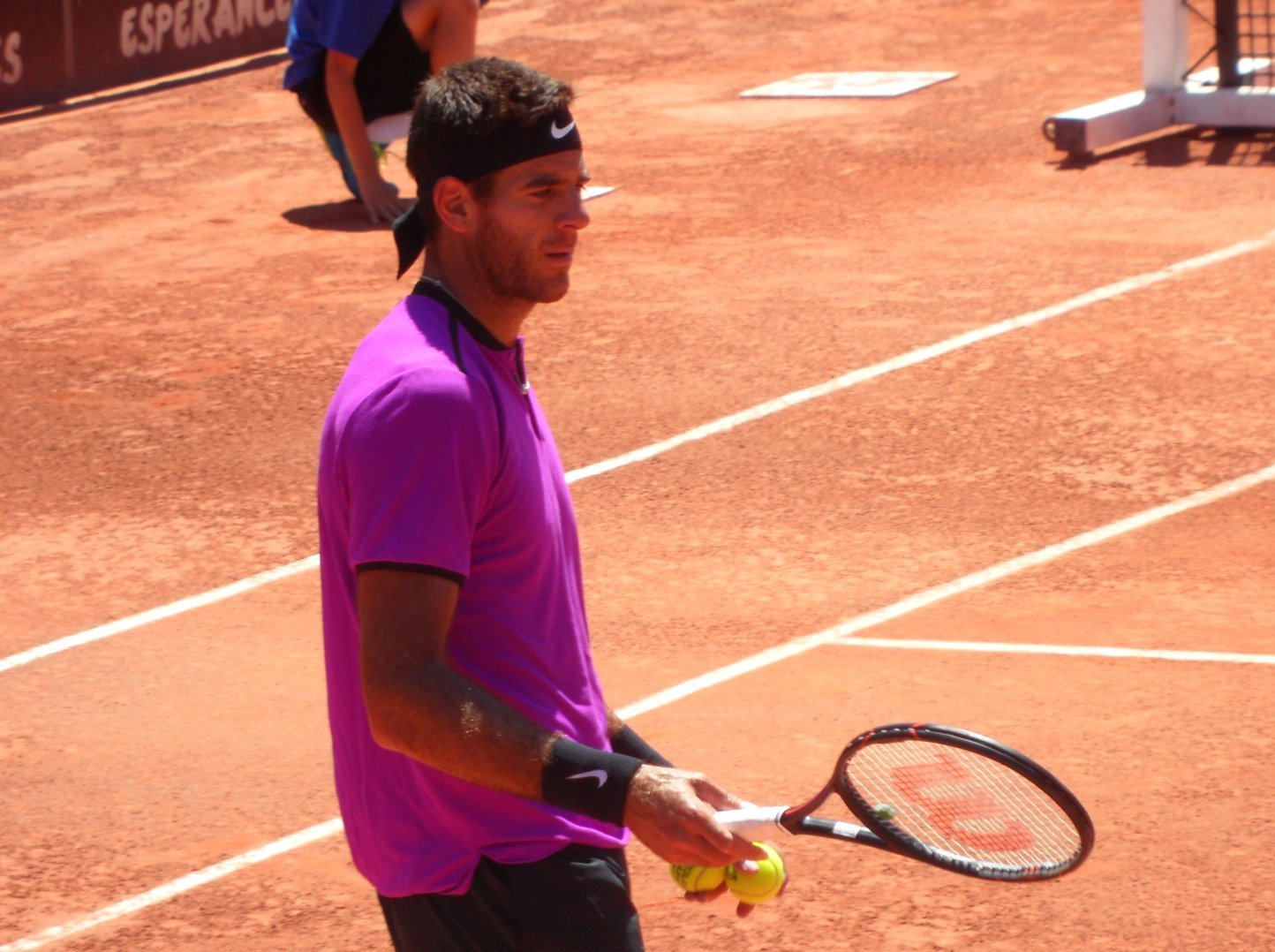
Juan Martin Del Potro au tournoi ATP de Lyon, mai 2017

Sur le gazon de Wimbledon, il connaît une nouvelle défaite prématurée dès le 2e tour face au Letton Ernests Gulbis en trois sets. À l'Open de Washington, après avoir battu Lukáš Lacko (7-5, 6-2), il perd sèchement face au Japonais Kei Nishikori (4-6, 5-7), 9e mondial.
Au Masters du Canada, après une victoire probante sur l'Américain John Isner 19e mondial, il subit une nouvelle déconvenue au 2e tour contre le surprenant espoir canadien Denis Shapovalov (3-6, 64-7), alors 143e à L'ATP. La semaine suivante, au Masters de Cincinnati, après une belle victoire sur le Tchèque Tomáš Berdych (3-6, 7-61, 6-0), 15e mondial, puis sur l'Américain Mitchell Krueger, il s'incline pour la première fois contre le Bulgare Grigor Dimitrov, 11e joueur mondial, et l'un des hommes en forme du moment (3-6, 5-7).
Il commence le dernier Grand Chelem de l'année à l'US Open en tant que tête de série numéro 24. Il se qualifie pour les huitièmes de finale sans perdre une manche en battant le Suisse Henri Laaksonen et les Espagnols Adrián Menéndez-Maceiras et Roberto Bautista-Agut, alors tête de série numéro 11. Il remporte un match épique ensuite en 1/8 de finale face à l'Autrichien Dominic Thiem alors 8e mondial. Sèchement mené deux sets à zéro, et au bord de l'abandon dans le second set car étant malade et fiévreux, il finit par renverser le match après avoir sauvé deux balles de match au 4e set (1-6, 2-6, 6-1, 7-61, 6-4) et reçoit une ovation du public,. En remportant ce match de 3 h 40, il retrouve le no 3 mondial, Roger Federer en quart, pour un match qui est la réplique de leur finale de 2009 lors de son seul titre en Grand Chelem. Il remporte ce match spectaculaire (7-5, 3-6, 7-68, 6-4) en 2 h 50, après avoir sauvé 4 balles de set dans le tie-break du 3e set, considéré comme le tournant du match ; jouant totalement libéré et sans attentes particulières. Il s'incline ensuite en demi-finale contre le no 1 mondial et futur vainqueur du tournoi, l'Espagnol Rafael Nadal (6-4, 0-6, 3-6, 2-6) après deux heures et demie de jeu, fatigué de son parcours,. Après la rencontre, il déclare être « en colère » après la tenue de son match, manquant une nouvelle occasion d'atteindre sa 2e finale de Grand Chelem.
Il reprend à l'Open de Pékin mais s'incline pour la seconde fois face à Grigor Dimitrov (66-7, 5-7) au 2e tour. Il réalise ensuite un bon parcours au Masters de Shanghai en passant d'abord difficilement Nikoloz Basilashvili en trois manches, puis Andrey Rublev (6-3, 6-4) et enfin le 4e mondial, Alexander Zverev (3-6, 7-65, 6-4) dans un match à suspense pour arriver en quart de finale. Il retrouve le dernier carré d'un Masters 1000 pour la première fois depuis 2013 également à Shanghai, après sa victoire sur Viktor Troicki (4-6, 6-1, 6-4), mais en chutant il retombe sur son poignet. Incertain pour disputer sa demi-finale, il monte finalement sur le terrain pour affronter le no 2 mondial, Roger Federer. Après un match intense nerveusement et physique, il s'incline (6-3, 3-6, 3-6) en deux heures de jeu contre le Suisse et futur vainqueur du tournoi.
En octobre , il remporte l'Open de Stockholm alors qu'il est tenant du titre, en battant sur son chemin Jan-Lennard Struff, Yuichi Sugita, puis dans un match physique l'Espagnol Fernando Verdasco (64-7, 6-4, 7-61) avant de vaincre en finale le 8e mondial, Grigor Dimitrov (6-4, 6-2) pour remporter son 20e titre en carrière et son premier cette année. La semaine suivante il joue à l'Open de Bâle où il passe João Sousa (6-1, 4-6, 6-1), Julien Benneteau (6-4, 6-4), puis la tête de série numéro 6, Roberto Bautista-Agut (6-2, 2-6, 6-4). Il élimine ensuite le 4e mondial, Marin Čilić (6-4, 6-4) pour rejoindre la finale du tournoi où il s'est imposé en 2012 et 2013. Il y retrouve le Suisse Roger Federer. Il remporte la première manche au tie-break alors que son adversaire servait pour le set à 5-4. Il s'incline finalement (7-65, 4-6, 3-6) au bout de plus de deux heures et demie de jeu intense et physique, avec un bon niveau des deux joueurs. Il enchaîne une 3e semaine consécutive avec le Masters de Paris-Bercy où il continue sur sa bonne lancée en écartant João Sousa et Robin Haase pour atteindre les quarts de finale. Mais il s'incline contre le géant John Isner (4-6, 7-65, 4-6) réduisant à néant ses chances de qualification pour le Masters de fin de saison. Après match, del Potro rapporte avoir tout donné, avoir été sans énergie, et qu'il « est temps maintenant pour lui de rentrer à la maison et de profiter de ses vacances ».

### 2018. Finale à l'US Open,1ertitre Masters 1000 à Indian Wells, entrée dans le top 3
Juan Martín del Potro commence la saison 2018 au tournoi d'Auckland. Il atteint la finale en prenant sa revanche contre Denis Shapovalov (6-2, 6-4) qui l'avait battu à Montréal puis en s'imposant contre Karen Khachanov (7-64, 6-3) et l'Espagnol David Ferrer (6-4, 6-4). Il s'y incline contre Roberto Bautista-Agut (1-6, 6-4, 5-7) dans une finale accrochée, mais refait son retour dans le top 10 mondial pour la première fois depuis 2014.
Il commence l'Open d'Australie en tant que tête de série no 12. Sous la chaleur écrasante de Melbourne en 1re semaine, il se défait de Frances Tiafoe (6-3, 6-4, 6-3) au 1er tour et de Karen Khachanov (6-4, 7-64, 60-7, 6-4) au second tour, bouclant le match sur les rotules. Il tombe ensuite sur la tête de série numéro 19, Tomáš Berdych qui l'élimine en 3 petits sets (3-6, 3-6, 2-6).
Après un échec au deuxième tour du tournoi de Delray Beach contre le futur lauréat Frances Tiafoe, del Potro remporte l'ATP 500 d'Acapulco. Au cours de ce tournoi, il élimine notamment les deux frères Mischa et Alexander Zverev (6-4, 6-2) alors 5e mondial, respectivement au premier tour et en demi-finale. Il s'impose également contre David Ferrer (6-4, 4-6, 6-3) et le 6e mondial, Dominic Thiem (6-2, 7-67) en quart de finale, avant de dominer le Sud-Africain Kevin Anderson (6-4, 6-4) en finale alors no 8 mondial.
Son titre à Acapulco lui permet alors d'être considéré comme l'un des principaux outsiders au Masters 1000 d'Indian Wells. Après un premier tour plutôt facile face à l'étoile montante australienne Alex De Minaur (6-2, 6-1), il s'impose face à David Ferrer (6-4, 7-63). Ensuite, lors des deux matchs suivants, il concède un set à chaque fois, face à son compatriote Leonardo Mayer (3-6, 7-62, 6-3) puis à l'Allemand Philipp Kohlschreiber (3-6, 6-3, 6-4) après 2 h 07 de match. En demi-finale, il s'impose facilement face au Canadien Milos Raonic (6-2, 6-3) en 1 h 05 et s'offre ainsi une finale contre le no 1 mondial Roger Federer. Grâce à un break blanc lors du troisième jeu de service du Suisse et une solidité sur sa propre mise en jeu, il conclut le premier set sur un jeu blanc (6-4). Dès le début de la seconde manche, il s'offre deux balles de break mais ne les convertit pas, puis en sauve lui aussi deux à 5-4 en faveur du Suisse. Cette deuxième manche se joue finalement au tie-break, dans lequel del Potro sauve quatre balles de set pour recoller et se procurer une balle de match (8-7) mais il cède la manche (8-10). À 4-4 dans le dernier set, Federer fait le break puis se procure trois balles de match sur son service, mais del Potro parvient à débreaker. Le titre se joue alors au tie-break, où del Potro mène rapidement 5-0 puis 6-1, avec notamment deux doubles fautes de Federer, et s'impose finalement 7-2 après 2 h 42 de jeu,. À 29 ans, Juan Martín del Potro décroche son premier Masters 1000. Grâce à ce titre, l'Argentin grimpe de deux places pour atteindre la 6e place mondiale. Ensuite il enchaîne bien au Masters de Miami avec une victoire compliquée contre Robin Haase (6-4, 5-7, 6-2), puis deux autres plus faciles contre Kei Nishikori (6-2, 6-2) et Filip Krajinović (6-4, 6-2). Dans une rencontre bien plus accrochée qu'à Indian Wells, del Potro parvient à battre dans la douleur Milos Raonic (5-7, 7-61, 7-63) en 2 h 52 de jeu, fatigué de l'enchaînement des matchs. Il s'incline logiquement en 1 h 23 contre le futur lauréat du tournoi, le local John Isner (1-6, 62-7), mettant fin à sa série de quinze victoires d'affilée,.
Il arrive à Roland-Garros incertain à la suite de douleurs ressenties aux adducteurs qui l'ont forcé à abandonner à Rome. Son entrée en matière n'est pas impressionnante mais il arrive jusqu'en quart de finale après des victoires contre Nicolas Mahut en perdant le premier set, puis Julien Benneteau, Albert Ramos-Viñolas (7-5, 6-4, 6-1) et le 10e mondial, John Isner (6-4, 6-4, 6-4) en deux heures,. Alors qu'il monte en puissance, il parvient à se défaire en deux jours du 4e mondial, Marin Čilić (7-65, 5-7, 6-3, 7-5) en presque quatre heures de jeu et retrouve ainsi les demi-finales du tournoi, neuf ans après sa défaite contre Roger Federer,. Il est alors opposé au décuple vainqueur du tournoi et no 1 mondial, Rafael Nadal. Il se montre très entreprenant en début de partie mais manque beaucoup d'occasions. Il est ensuite dépassé dans les deux dernières manches et s'incline finalement en trois sets (4-6, 1-6, 2-6) au bout de 2 h 14,. Ce résultat lui permet de retrouver son meilleur classement en carrière, la 4e place mondiale. Un peu plus de deux ans après son retour à la compétition, l'Argentin réalise donc une grosse performance.
Sur le gazon de Wimbledon, il confirme son bon état de forme. Il débute facilement en battant Peter Gojowczyk, Feliciano López et Benoît Paire, à chaque fois en trois sets pour atteindre la seconde semaine, une première depuis 2013. Son huitième de finale est plus compliqué face à Gilles Simon : il est accroché par le Français en quatre sets et deux jours, dans un match de plus de quatre heures (7-61, 7-65, 5-7, 7-65). Il retrouve en quart de finale Rafael Nadal qui l'avait battu à Roland-Garros. Le duel est bien plus accroché, avec un match en cinq sets de 4 h 47 d'un niveau très élevé qui est salué comme l'un des plus beaux du tournoi. Après un début de match compliqué où il perd le premier set, il parvient à revenir dans le deuxième set. Il remporte cette manche au tie-break (9-7) en ayant sauvé 4 balles de set. Le match est définitivement lancé et del Potro vire en tête après une solide troisième manche. Nadal revient à sa hauteur et le cinquième set est une démonstration de beau jeu de la part des deux joueurs, avec des plongeons, des coups droits à 170 km/h ou encore des courses se terminant dans les tribunes. L'Argentin se fait breaker, ne parvient pas à revenir malgré des balles de débreak obtenues, et finit par s'incliner (5-7, 7-67, 6-4, 4-6, 4-6),.
Après cette défaite en quart de finale de Wimbledon, il retrouve la compétition au tournoi de Los Cabos, au Mexique. Cet ATP 250 intervient dans la préparation de la dernière partie de la saison, avec notamment la tournée sur dur ponctuée par l'US Open. Après une entrée en matière face à l'Américain Marcos Giron, il s'impose face au Biélorusse Egor Gerasimov, validant ainsi son billet pour les demi-finales. Il y retrouve le Bosnien Damir Džumhur qu'il écarte en deux sets. En finale, il fait face à l'Italien Fabio Fognini, fraîchement titré à Båstad. Lors de leur unique confrontation, del Potro s'était imposé sur le dur de Sydney deux sets à un, mais le scénario est cette fois différent. Alors qu'il mène 3-0 dans la première manche après avoir confirmé son break, del Potro concède cinq jeux consécutifs. Fognini s'adjuge ainsi la première manche 6-4 avant de conclure en deux sets, balayant l'Argentin dans la seconde manche (4-6, 2-6). Il déclare ensuite forfait pour le Masters du Canada, à nouveau gêné par des douleurs au poignet gauche, mais il intègre pour la première fois le top 3 du classement ATP à la suite de la défaite en quart de finale d'Alexander Zverev alors tenant du titre. Au Masters de Cincinnati, il se qualifie pour les quarts de finale en battant Chung Hyeon et Nick Kyrgios où il est éliminé par David Goffin en deux tie-breaks (65-7, 64-7).
À l'US Open, Juan Martín del Potro commence de manière convaincante le tournoi en dominant respectivement Donald Young, Denis Kudla, Fernando Verdasco et Borna Ćorić sans perdre un seul set. En quarts de finale, il est opposé à l'Américain John Isner, tête de série no 11, qu'il bat, malgré la perte du premier set (65-7, 6-3, 7-64, 6-2). Comme en 2017, il est présent en demi-finale. Opposé à Rafael Nadal pour la troisième fois en Grand Chelem cette année, del Potro retrouve après neuf ans la finale du tournoi à la suite de l'abandon, sur tendinite, de l'Espagnol, tête de série no 1, alors que l'Argentin menait 7-63, 6-2. Il manque l'occasion de remporter l'US Open pour la seconde fois face au Serbe Novak Djokovic qui s'impose en trois sets (6-3, 7-64 6-3).
Sa fin de saison est pénible. Gêné par une maladie à Pékin, il ne peut pas défendre convenablement ses chances en finale contre Nikoloz Basilashvili. Encore pire, à Shanghai, il tombe lors de son 1/8 de finale contre Borna Ćorić et abandonne. Les radios révèlent une fracture de la rotule droite, ce qui met un terme à sa saison. Il ne peut dès lors pas participer au Masters auquel il s'était qualifié pour la première fois depuis 2013.

### 2019. Blessures, 1/8 de finale à Roland-Garros
Il effectue un premier retour à l'occasion du tournoi de Delray Beach mais sa douleur au genou revient et il est battu en quart de finale contre Mackenzie McDonald. Il reprend les soins et fait un nouveau retour deux mois plus tard à Madrid où il s'incline d'entrée face à Laslo Djere, récent vainqueur du tournoi de Rio de Janeiro. À Rome, il est plus convaincant et bat David Goffin puis Casper Ruud facilement avant de défier Novak Djokovic en quart de finale. Il affiche un niveau de jeu de grande qualité face au no 1 mondial et obtient deux balles de match mais s'incline finalement 6-4, 6-7, 4-6. Cet excellent niveau affiché aussitôt après son retour à la compétition est de bon augure pour le deuxième tournoi du Grand Chelem de l'année. Il est 9e mondial et tête de série no 8 quand il se présente à Roland-Garros. Il bat successivement le Chilien et 58e mondial Nicolás Jarry en quatre sets (3-6, 6-2, 6-1, 6-4), le Japonais et 72e mondial Yoshihito Nishioka en cinq sets (5-7, 6-4, 6-2, 65-7, 6-2), puis l'Australien et 69e mondial Jordan Thompson en trois sets expéditifs (6-4, 6-4, 6-0). Néanmoins, lors de son match face à Nishioka, il glisse et se tord le genou droit ce qui lui vaut des soins supplémentaires. En huitième de finale, il est éliminé par le Russe et tête de série no 10 Karen Khachanov en quatre sets et 3 heures 9 minutes (5-7, 3-6, 6-3, 3-6). 
Il lance ensuite sa saison sur gazon au tournoi du Queen's où il bat au premier tour Denis Shapovalov en deux sets. À la fin du match cependant, il glisse légèrement et se bloque de nouveau le genou droit. Il parvient à terminer la rencontre mais, quelques heures plus tard, il déclare forfait pour la suite du tournoi. Les examens médicaux révèlent une nouvelle fracture de la rotule qui l'oblige à une opération et une nouvelle absence du circuit.

### 2020-2022 Troisième opération du genou et dernier retour
Après avoir repris l'entraînement à l'été 2019, Del Potro est plusieurs fois annoncé sur le retour. Que ce soit pour la fin de la saison européenne, pour un match caritatif puis pour l'Open d'Australie. À chaque fois, ces retours n'ont pas lieu. En marge du premier Grand Chelem de la saison 2020, il annonce devoir subir une nouvelle opération du même genou, souffrant toujours lors de ses entraînements et étant même gêné dans son quotidien en ayant du mal à monter un escalier. Le retour à l'entraînement est difficile et il annonce en août qu'il doit se faire opérer à nouveau, ce qui est fait en Suisse, par le docteur Roland Biedert qui s'était notamment occupé des genoux de Roger Federer et Stanislas Wawrinka.
En 2022, il fait un retour sur le circuit à Buenos Aires en forme d'adieu probable. Il perd face à son compatriote et ami Federico Delbonis.
Après plusieurs opérations et l'espoir de pouvoir rejouer, il fait une croix sur un dernier retour et joue un match exhibition contre Novak Djokovic pour faire ses adieux en décembre 2024.

## Style de jeu

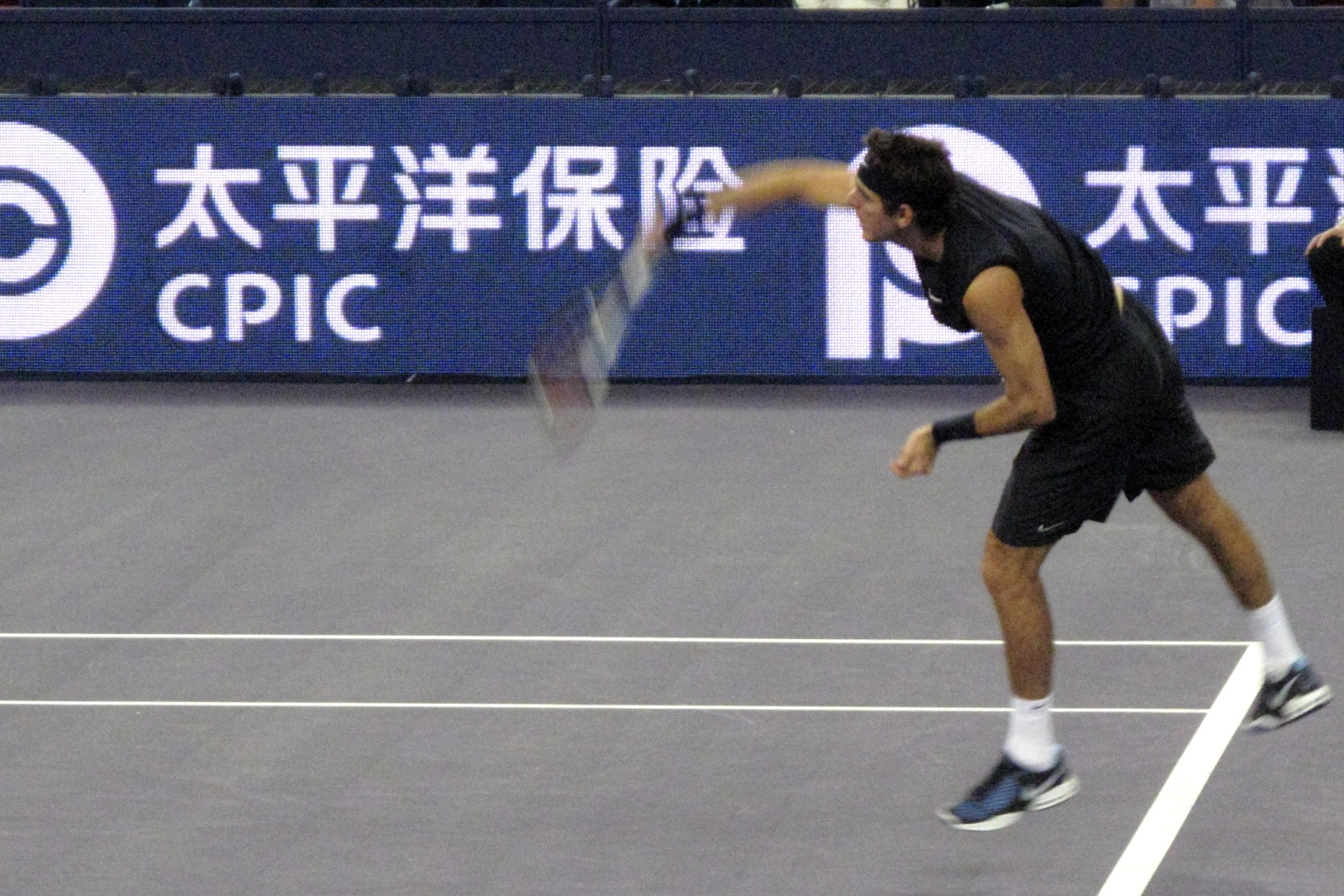
Juan Martín del Potro en 2008 aux Tennis Masters Cup à Shanghai, China.

Juan Martín del Potro est un joueur extrêmement puissant, doté d'une belle technique et d'un jeu solide et complet[réf. nécessaire]. Ce joueur de fond de court se distingue par la force qu'il arrive à mettre dans la balle, lui donnant une lourdeur et une vitesse redoutable, empêchant ses adversaires d'effectuer des coups d'attaques ou de s'installer dans l'échange, les forçant ainsi à tenter de « casser » le jeu ou de jouer de façon très agressive pour ne pas subir sa loi. Cette puissance s'exprime parfaitement par le biais de son coup droit, considéré comme l'un des meilleurs du circuit, où l'effet de levier permis par la grande amplitude de ses bras lui permet de dicter l'échange et de conclure le point rapidement. Au fil des années, il développe un style de jeu de moins en moins agressif, préférant temporiser du fond de court et pousser son adversaire à la faute. Plus[Quoi ?] gestionnaire, il utilise son agressivité dans les grands matchs ou dans les moments importants.
Cependant, on ne peut restreindre son jeu à sa seule puissance. On lui prête à la fois de belles qualités de fond de court, comme un revers solide et puissant, des déplacements remarquables pour son gabarit et une qualité de relance tout à fait honorable, et de belles qualités d'attaque. Il possède un service correct sans être exceptionnel par rapport à sa taille, et un jeu au filet convenable, aidé par son gabarit et son touché de balle. Un autre aspect important de son jeu est son excellent mental. En effet, son langage corporel est assez hermétique, donnant peu d'indices à l'adversaire concernant son état d'esprit, faisant preuve d'un certain sang-froid et d'une émotivité assez discrète sur le terrain, son but étant de garder une concentration optimale. Il possède également un grand flegme sur le court ce qui lui permet de trouver le relâchement nécessaire dans les moments importants.
Ces qualités expliquent son accession précoce et les compliments qu'on lui offrait, beaucoup d'experts voyant en lui un nouveau géant du tennis après sa victoire à l'US Open 2009. Mais l'Argentin n'est pas dépourvu de défauts. Il semble sensible aux balles basses (telles que les slices), particulièrement en revers d'où des difficultés face à un joueur comme Federer qui domine la plupart des débats en diagonale de revers. En outre, il semble avoir du mal à retrouver le niveau de jeu d'avant sa blessure. Ses retours sont en effet progressifs et il retrouve lentement son meilleur niveau. Après ses opérations au poignet gauche, il n'est quasiment plus capable de frapper un revers lifté. Obligé de changer son jeu, il améliore considérablement son slice et ses amorties. Les années passant, il retrouve de la confiance en son revers et arrive à s'en servir dans les grands matchs ou les moments chauds. Par son gabarit, sa technique et son style, del Potro est, avec Tomáš Berdych et Marin Čilić, l'ambassadeur marquant de l'avènement d'une nouvelle génération de très grands joueurs complets (plus d'1 m 95) qui ne misent pas tout sur leur service et, de par leur physique et leur technique, sont plus aptes à absorber les lifts hauts sur surfaces lentes ainsi qu'à varier entre échanges courts et longs, avec une certaine puissance et une vivacité remarquables, eu égard à leur taille. Cette génération a par la suite engendré d'autres représentants tels qu'Alexander Zverev, Daniil Medvedev et dans une moindre mesure Matteo Berrettini ou Hubert Hurkacz.

## Parcours dans les tournois duGrand Chelem

### Victoire (1)
| Année | Tournoi | Adversaire en finale | Score                     |
| 2009  | US Open | Roger Federer        | 3-6, 7-65, 4-6, 7-64, 6-2 |

### Finale (1)
| Année | Tournoi | Adversaire en finale | Score          |
| 2018  | US Open | Novak Djokovic       | 3-6, 64-7, 3-6 |

### En simple
| Année | Open d'Australie | Open d'Australie | Internationaux de France | Internationaux de France | Wimbledon      | Wimbledon      | US Open         | US Open         |
| ----- | ---------------- | ---------------- | ------------------------ | ------------------------ | -------------- | -------------- | --------------- | --------------- |
| 2006  | —                | —                | 1er tour (1/64)          | J. C. Ferrero            | —              | —              | 1er tour (1/64) | Alejandro Falla |
| 2007  | 2e tour (1/32)   | F. González      | 1er tour (1/64)          | Rafael Nadal             | 2e tour (1/32) | Roger Federer  | 3e tour (1/16)  | Novak Djokovic  |
| 2008  | 2e tour (1/32)   | David Ferrer     | 2e tour (1/32)           | Simone Bolelli           | 2e tour (1/32) | S. Wawrinka    | 1/4 de finale   | Andy Murray     |
| 2009  | 1/4 de finale    | Roger Federer    | 1/2 finale               | Roger Federer            | 2e tour (1/32) | Lleyton Hewitt | Victoire        | Roger Federer   |
| 2010  | 1/8 de finale    | Marin Čilić      | —                        | —                        | —              | —              | —               | —               |
| 2011  | 2e tour (1/32)   | Márcos Baghdatís | 3e tour (1/16)           | Novak Djokovic           | 1/8 de finale  | Rafael Nadal   | 3e tour (1/16)  | Gilles Simon    |
| 2012  | 1/4 de finale    | Roger Federer    | 1/4 de finale            | Roger Federer            | 1/8 de finale  | David Ferrer   | 1/4 de finale   | Novak Djokovic  |
| 2013  | 3e tour (1/16)   | Jérémy Chardy    | —                        | —                        | 1/2 finale     | Novak Djokovic | 2e tour (1/32)  | Lleyton Hewitt  |
| 2014  | 2e tour (1/32)   | R. Bautista-Agut | —                        | —                        | —              | —              | —               | —               |
| 2015  | —                | —                | —                        | —                        | —              | —              | —               | —               |
| 2016  | —                | —                | —                        | —                        | 3e tour (1/16) | Lucas Pouille  | 1/4 de finale   | S. Wawrinka     |
| 2017  | —                | —                | 3e tour (1/16)           | Andy Murray              | 2e tour (1/32) | Ernests Gulbis | 1/2 finale      | Rafael Nadal    |
| 2018  | 3e tour (1/16)   | Tomáš Berdych    | 1/2 finale               | Rafael Nadal             | 1/4 de finale  | Rafael Nadal   | Finale          | Novak Djokovic  |
| 2019  | —                | —                | 1/8 de finale            | Karen Khachanov          | —              | —              | —               | —               |

N.B. : à droite du résultat se trouve le nom de l'ultime adversaire.

### En double
| Année | Open d'Australie | Open d'Australie | Internationaux de France                                                           | Internationaux de France                                                            | Wimbledon                                                                        | Wimbledon | US Open | US Open |
| ----- | ---------------- | ---------------- | ---------------------------------------------------------------------------------- | ----------------------------------------------------------------------------------- | -------------------------------------------------------------------------------- | --------- | ------- | ------- |
| 2006  | —                | —                | 1er tour (1/32) G. Gaudio \|\| style="text-align:left;" \| S. Aspelin Todd Perry   | —                                                                                   | —                                                                                | —         | —       |         |
| 2007  | —                | —                | 1er tour (1/32) S. Bolelli \|\| style="text-align:left;" \| J. Björkman Max Mirnyi | 1er tour (1/32) S. Bolelli \|\| style="text-align:left;" \| W. Arthurs J. Gimelstob | —                                                                                | —         |         |         |
| 2008  | —                | —                | —                                                                                  | —                                                                                   | 1er tour (1/32) D. Hrbatý \|\| style="text-align:left;" \| J. Benneteau N. Mahut | —         | —       |         |

N.B. : le nom du partenaire se trouve sous le résultat ; les noms des ultimes adversaires se trouvent à droite.

## Parcours AuxMasters
| Année | Lieu     | Résultat    | Tour                     | Adversaires                                                                   | Victoire / Défaite       | Scores                                                               |
| ----- | -------- | ----------- | ------------------------ | ----------------------------------------------------------------------------- | ------------------------ | -------------------------------------------------------------------- |
| 2008  | Shanghai | Round Robin | RR RR RR                 | Jo-Wilfried Tsonga Novak Djokovic Nikolay Davydenko                           | Victoire Défaite Défaite | 7-64, 7-65 5-7, 3-6 3-6, 2-6                                         |
| 2009  | Londres  | Finale      | Finale Demi-finale RR RR | Nikolay Davydenko Robin Söderling Roger Federer Fernando Verdasco Andy Murray | Défaite Victoire Défaite | 3-6, 4-6 6-71, 6-3, 7-63 6-2, 6-75, 6-3 6-4, 3-6, 7-64 3-6, 6-3, 2-6 |
| 2012  | Londres  | Demi-finale | Demi-finale RR RR        | Novak Djokovic Roger Federer Janko Tipsarević David Ferrer                    | Défaite Victoire Défaite | 6-4, 3-6, 2-6 7-63, 4-6, 6-3 6-0, 6-4 3-6, 6-3, 4-6                  |
| 2013  | Londres  | Round Robin | RR RR RR                 | Richard Gasquet Novak Djokovic Roger Federer                                  | Victoire Défaite Défaite | 64-7, 6-3, 7-5 3-6, 6-3, 3-6 6-4, 62-7, 5-7                          |
| 2018  | Londres  | Forfait     | Forfait                  | Forfait                                                                       | Forfait                  | Forfait                                                              |

## Parcours dans lesMasters 1000
| Année | Indian Wells             | Miami                    | Monte-Carlo               | Rome                      | Hambourg                   | Canada                  | Cincinnati                | Madrid                      | Paris                       |
| ----- | ------------------------ | ------------------------ | ------------------------- | ------------------------- | -------------------------- | ----------------------- | ------------------------- | --------------------------- | --------------------------- |
| 2006  | —                        | —                        | —                         | —                         | —                          | —                       | —                         | 1er tour J. Johansson       | —                           |
| 2007  | 2e tour R. Gasquet       | 1/8 de finale R. Nadal   | —                         | —                         | —                          | 1er tour F. Dancevic    | 1/8 de finale Carlos Moyà | 1/8 de finale D. Nalbandian | 2e tour N. Davydenko        |
| 2008  | —                        | 2e tour F. López         | —                         | 1er tour A. Murray        | —                          | —                       | —                         | 1/4 de finale R. Federer    | 1/8 de finale D. Nalbandian |
|       | Indian Wells             | Miami                    | Monte-Carlo               | Rome                      | Madrid                     | Canada                  | Cincinnati                | Shanghai                    | Paris                       |
| 2009  | 1/4 de finale R. Nadal   | 1/2 finale A. Murray     | 2e tour I. Ljubičić       | 1/4 de finale N. Djokovic | 1/2 finale R. Federer      | Finale A. Murray        | —                         | 2e tour J. Melzer           | 1/4 de finale R. Štěpánek   |
|       |                          |                          |                           |                           |                            |                         |                           |                             |                             |
|       | Indian Wells             | Miami                    | Monte-Carlo               | Madrid                    | Rome                       | Canada                  | Cincinnati                | Shanghai                    | Paris                       |
| 2011  | 1/2 finale R. Nadal      | 1/8 de finale Mardy Fish | —                         | 1/8 de finale Forfait     | —                          | 2e tour Marin Čilić     | 2e tour R. Federer        | —                           | —                           |
| 2012  | 1/4 de finale R. Federer | 1/8 de finale D. Ferrer  | —                         | 1/2 finale T. Berdych     | 1/8 de finale J.-W. Tsonga | 2e tour R. Štěpánek     | 1/2 finale N. Djokovic    | —                           | 1/8 de finale M. Llodra     |
| 2013  | Finale R. Nadal          | 2e tour T. Kamke         | 1/8 de finale J. Nieminen | —                         | 1/8 de finale B. Paire     | 1/8 de finale M. Raonic | 1/2 finale John Isner     | Finale N. Djokovic          | 1/4 de finale R. Federer    |
|       |                          |                          |                           |                           |                            |                         |                           |                             |                             |
| 2015  | —                        | 1er tour V. Pospisil     | —                         | —                         | —                          | —                       | —                         | —                           | —                           |
| 2016  | 2e tour T. Berdych       | 2e tour H. Zeballos      | —                         | 2e tour Jack Sock         | —                          | —                       | —                         | 1er tour D. Goffin          | —                           |
| 2017  | 3e tour N. Djokovic      | 3e tour R. Federer       | —                         | —                         | 1/4 de finale N. Djokovic  | 2e tour D. Shapovalov   | 1/8 de finale G. Dimitrov | 1/2 finale R. Federer       | 1/4 de finale John Isner    |
| 2018  | Victoire R. Federer      | 1/2 finale John Isner    | —                         | 1/8 de finale D. Lajović  | 1/8 de finale D. Goffin    | —                       | 1/4 de finale D. Goffin   | 1/8 de finale B. Ćorić      | —                           |
| 2019  | —                        | —                        | —                         | 2e tour Laslo Djere       | 1/4 de finale N. Djokovic  | —                       | —                         | —                           | —                           |

N.B. : sous le résultat se trouve le nom de l’ultime adversaire.

## Parcours auxJeux olympiques

### En simple
| Année | Lieu           | Résultat | Surface | Tour                                          | Adversaires | Scores                                                                              |
| ----- | -------------- | -------- | ------- | --------------------------------------------- | --- | ----------------------------------------------------------------------------------- |
| 2012  | Londres        | 3e       | Gazon   | 1er tour 2e tour 1/8 1/4 1/2 Pour la 3e place | Bat Ivan Dodig no 95 Bat Andreas Seppi no 28 Bat Gilles Simon no 12 Bat Kei Nishikori no 18 Battu par Roger Federer no 1 Bat Novak Djokovic no 2     | 6-4, 6-1 6-3, 7-62 6-1, 4-6, 6-3 6-4, 7-64 6-3, 65-7, 17-19 7-5, 6-4                |
| 2016  | Rio de Janeiro | 2e       | Dur     | 1er tour 2e tour 1/8 1/4 1/2 Finale           | Bat Novak Djokovic no 1 Bat João Sousa no 36 Bat Taro Daniel no 117 Bat Roberto Bautista-Agut no 17 Bat Rafael Nadal no 5 Battu par Andy Murray no 2 | 7-64, 7-62 6-3, 1-6, 6-3 64-7, 6-1, 6-2 7-5, 7-64 5-7, 6-4, 7-65 5-7, 6-4, 2-6, 5-7 |

### En double
| Année | Lieu           | Surface | Partenaire      | Tour         | Adversaires                                                              | Score                   |
| ----- | -------------- | ------- | --------------- | ------------ | ------------------------------------------------------------------------ | ----------------------- |
| 2016  | Rio de Janeiro | Dur     | Máximo González | 1er tour 1/8 | Battent Chris Guccione / John Peers Battus par Marc López / Rafael Nadal | 6-4, 7-5, 3-6, 7-5, 2-6 |

## Confrontations avec ses principaux adversaires
Confrontations lors des différents tournois ATP et en Coupe Davis avec ses principaux adversaires (6 confrontations minimum contre les joueurs ayant été membre du top 10). Classement par pourcentage de victoires. Situation au 19 mai 2019 :
| Joueur             | Meilleur classement | Confrontations | Victoires | Défaites | Pourcentage de victoires | Dernière confrontation                                    |
| ------------------ | ------------------- | -------------- | --------- | -------- | ------------------------ | --------------------------------------------------------- |
| Novak Djokovic     | 1                   | 20             | 4         | 16       | 20,0                     | défaite (6-4, 66-7, 4-6) au Masters de Rome 2019          |
| Roger Federer      | 1                   | 25             | 7         | 18       | 28                       | victoire (6-4, 68-7, 7-62) au Masters d'Indian Wells 2018 |
| Andy Murray        | 1                   | 10             | 3         | 7        | 30                       | défaite (68-7, 5-7, 0-6) à Roland-Garros 2017             |
| Rafael Nadal       | 1                   | 17             | 6         | 11       | 35,3                     | victoire (7-63, 6-2, ab.) à l'US Open 2018                |
| Radek Štěpánek     | 8                   | 6              | 3         | 3        | 50                       | victoire (6-4, 3-6, 6-3) au tournoi de Sydney 2014        |
| Ernests Gulbis     | 10                  | 6              | 3         | 3        | 50                       | défaite (4-6, 4-6, 63-7) à Wimbledon 2017                 |
| David Ferrer       | 3                   | 13             | 7         | 6        | 53,8                     | victoire (6-4, 7-63) au Masters d'Indian Wells 2018       |
| Tomáš Berdych      | 4                   | 9              | 5         | 4        | 55,6                     | défaite (3-6, 3-6, 2-6) à l'Open d'Australie 2018         |
| Nikolay Davydenko  | 3                   | 7              | 4         | 3        | 57,1                     | victoire (7-5, 7-5) au Masters d'Indian Wells 2013        |
| Stanislas Wawrinka | 3                   | 7              | 4         | 3        | 57,1                     | défaite (65-7, 6-4, 3-6, 2-6) à l'US Open 2016            |
| Gilles Simon       | 6                   | 8              | 5         | 3        | 62,5                     | victoire (7-61, 7-65, 5-7, 7-65) à Wimbledon 2018         |
| John Isner         | 8                   | 12             | 8         | 4        | 66,7                     | victoire (65-7, 6-3, 7-64, 6-2) à l'US Open 2018          |
| Jo-Wilfried Tsonga | 5                   | 7              | 5         | 2        | 71,4                     | défaite (4-6, 1-6) au Masters de Rome 2012                |
| Grigor Dimitrov    | 3                   | 8              | 6         | 2        | 75                       | victoire (6-4, 6-2) au tournoi de Stockholm 2017          |
| Kei Nishikori      | 4                   | 8              | 6         | 2        | 75                       | victoire (6-2, 6-2) au Masters de Miami 2018              |
| Jürgen Melzer      | 8                   | 6              | 5         | 1        | 83,3                     | défaite (5-7, 1-2 ab.) au Masters de Shanghai 2009        |
| Fernando Verdasco  | 7                   | 6              | 5         | 1        | 83,3                     | victoire (7-5, 7-66, 6-3) à l'US Open 2018                |
| Marin Čilić        | 3                   | 13             | 11        | 2        | 84,6                     | victoire (7-65, 5-7, 6-3, 7-5) à Roland-Garros 2018       |
| Richard Gasquet    | 7                   | 8              | 7         | 1        | 87,5                     | victoire (7-5, 7-67) au Masters de Shanghai 2018          |
| Kevin Anderson     | 5                   | 7              | 7         | 0        | 100                      | victoire (6-4, 6-4) au tournoi d'Acapulco 2018            |

## Classements ATP en fin de saison
| Année          | 2004 | 2005 | 2006 | 2007 | 2008 | 2009 | 2010 | 2011 | 2012 | 2013 | 2014 | 2015 | 2016 | 2017 | 2018 | 2019 | 2020 | 2021 |
| Rang en simple | 1077 | 159  | 91   | 44   | 9    | 5    | 257  | 11   | 7    | 5    | 138  | 581  | 38   | 11   | 5    | 123  | 157  | 745  |
| Rang en double | 1568 | 283  | 254  | 178  | 268  | 118  | –    | 185  | 554  | 781  | 575  | –    | 355  | 313  | 322  | 445  | 495  | 793  |

Source : (en) Classements de Juan Martín del Potro sur le site officiel de la Fédération internationale de tennis